# Pedro José Viera
Pedro José de Vieyra Fernandes, también conocido como Pedro José Viera (Viamão, Capitanía de Río Grande del Sur, e/ enero y abril de 1779 - Piratiní, República Riograndense, 15 de junio de 1844), fue un militar brasileño que al desertar, se radicaría en la Banda Oriental del Virreinato del Río de la Plata en 1805, siendo en 1806 unos de los héroes que, junto a Liniers durante la primera invasión inglesa, lograran la reconquista de Buenos Aires. Devenido en revolucionario argentino contra las fuerzas realistas, participó en la independencia rioplatense desde 1811, en las expediciones libertadoras de la Provincia Oriental del Uruguay desde 1812 hasta 1814, en la batalla altoperuana de Sipe-Sipe de 1815, también en la defensa argentino-oriental contra los luso-brasileños en 1816, en la independencia chilena desde 1817, en las campañas del Litoral argentino en 1818 y en la definitiva liberación peruana desde 1823, ya con el rango de coronel. Posteriormente actuaría en la Revolución Farroupilha en 1835, de su tierra natal Río Grande del Sur —autoproclamada República de Piratini— en contra del ya conformado Imperio del Brasil bajo la soberanía del monarca Pedro I, hijo del entonces rey de Portugal. El coronel Pedro José Viera era el abuelo del uruguayo Dionisio Viera Lacarra-Artigas, un concejal del departamento de Soriano representando al Partido Nacional.

## Biografía durante la época colonial luso-hispana

### Origen familiar y pobladores azorianos de Río Grande del Sur
Pedro José Viera Fernández habría nacido entre los meses de enero y abril de 1779 en la localidad de Viamão de la capitanía de San Pedro del Río Grande del Sur que formaba parte del Principado-Virreinato del Brasil.

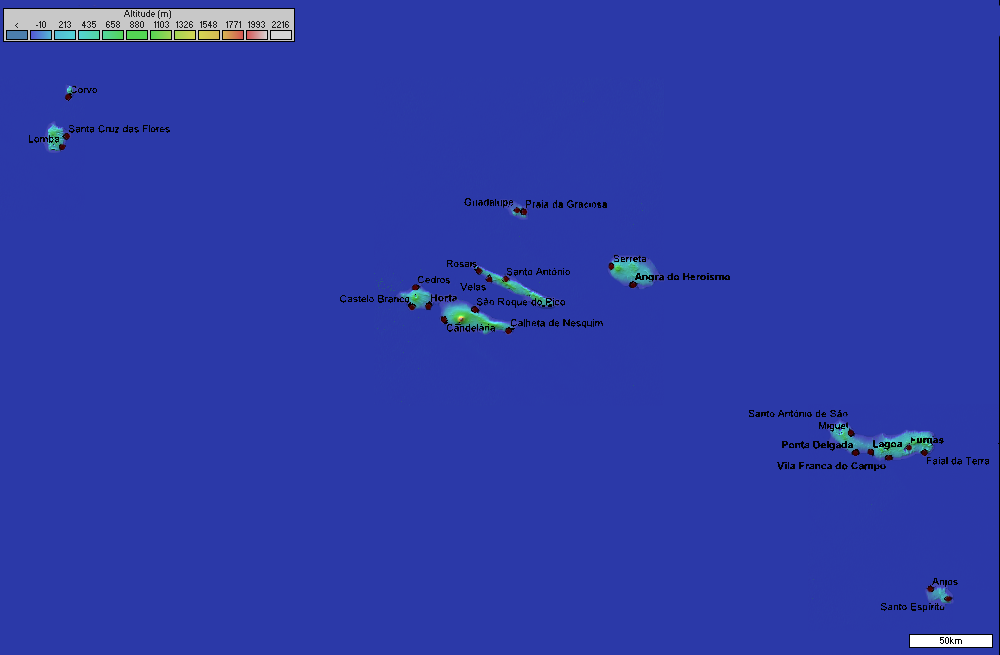
Islas Azores

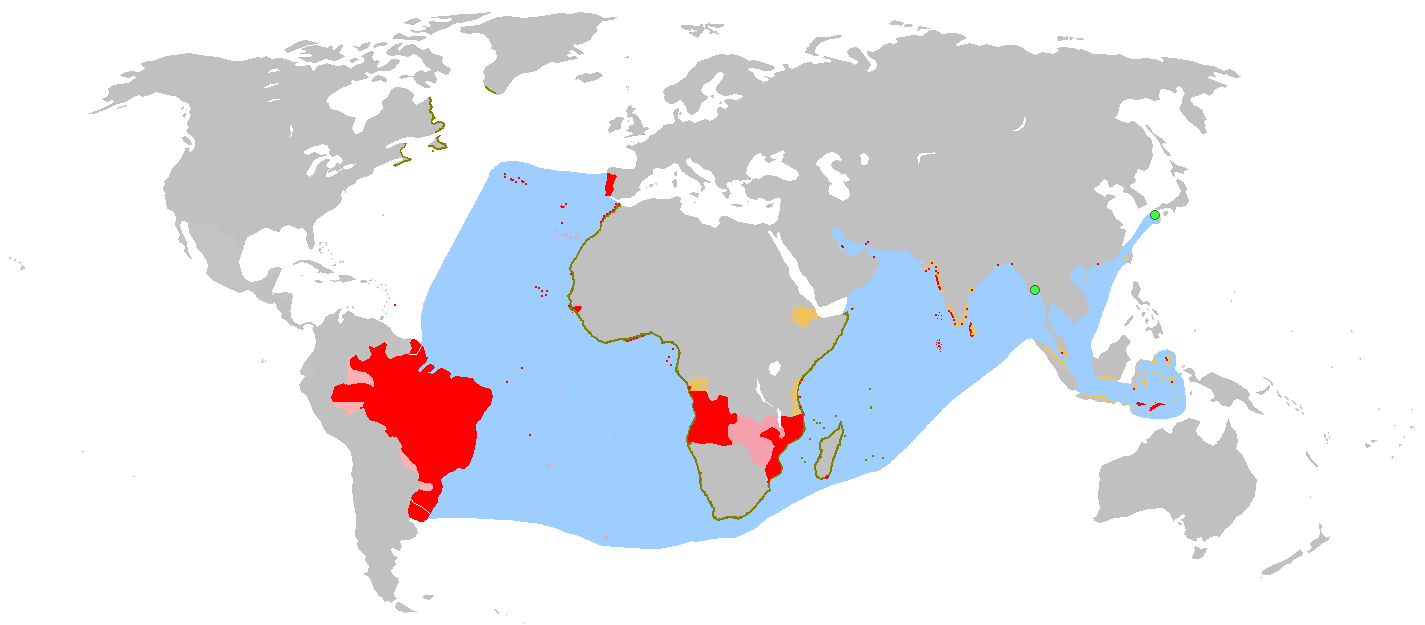
Imperio portugués (1600-1822)

Era hijo de Cayetano José Vieyra (n. Viamão, ca. 1752) y de Úrsula Fernandes (n. ib., ca. 1752) quienes también fueran padres de Félix Vieyra (n. ib., ca. 1785), un futuro general que actuaría en la primera mitad del siguiente siglo, junto a su hermano Pedro, en la Revolución de los Farrapos.
Sus abuelos eran unas de las primeras parejas de azorianos pobladoras de la región que se habían ubicado en 1752 en aquella zona, por incentivo del rey José I de Portugal que había delegado el poder en Sebastião José de Carvalho e Melo quien fuera el primer marqués de Pombal.
Las familias inicialmente se instalaron en «Porto dos Dorneles» que había sido cedido como sesmaría en 1740 al portugués Jerónimo de Ornelas Menezes e Vasconcelos —oriundo de las islas Madeira y radicado en São Paulo— quien se asentara con su familia en lo que se conocía como «Porto de Viamão» («Puerto de Viamonte») —lugar que usaba desde 1725 como punto de reposo de sus tropas— y que por la llegada de los nuevos colonos en su mayoría unidos en matrimonio, pasaría a llamarse «Porto dos Casais» (o bien castellanizado como «Puerto de las Parejas», actual Porto Alegre).
Más tarde, algunas familias se mudarían hacia el interior, 15 km al sudeste, alrededor de una capilla llamada «Nossa Senhora da Concepção» cerca de la «Estância Grande», ambas fundadas por Francisco Carvalho da Cunha en 1741 (actual municipio de Viamão).

### Litigios luso-hispanos en la Banda Oriental del Uruguay y en las Misiones

Territorios de Río Grande del Sur en el Principado-Virreinato del Brasil, y la Banda Oriental, la Mesopotamia argentina, las Misiones Orientales y la intendencia del Paraguay en el Virreinato del Río de la Plata.

La colonización de Río Grande del Sur se había realizado con la intención de resolver dos problemas:
- Superpoblamiento de las islas Azores.
- Inseguridad del dominio portugués en el sur del Brasil, amenazado por las colonias españolas, como ser el Virreinato del Perú desde su gobernación del Río de la Plata, más tarde escindida y también elevada a virreinato.

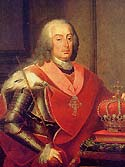
Rey José I de Portugal

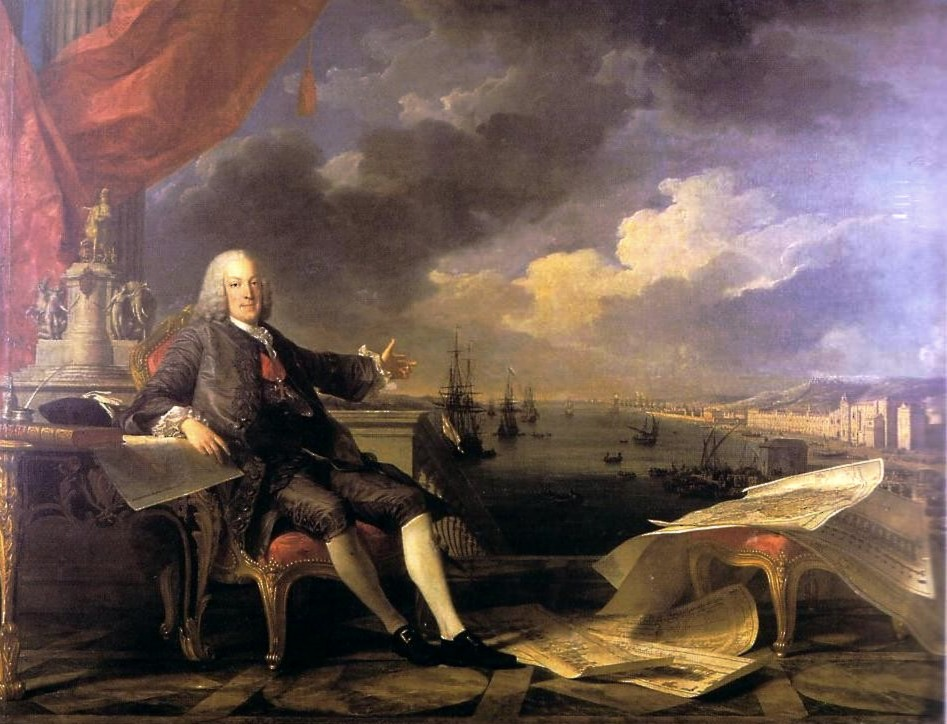
"El Marqués de Pombal mostrando la reconstrucción de Lisboa", luego del terremoto del 1 de noviembre de 1755, por Louis-Michel van Loo, 1766.

Los litigios surgieron desde las diferentes interpretaciones del Tratado de Tordesillas que terminó quedando en desuso luego de la unión de las Coronas luso-hispanas desde 1580 hasta 1640, agravando la situación por la fundación del portugués Manuel Lobo en 1680 de Colonia del Sacramento, ubicándola en la orilla oriental del Río de la Plata —actual República Oriental del Uruguay— frente a la ciudad de Buenos Aires, y que inmediatamente originada fuera ocupada por fuerzas españolas hasta 1683, año en que sería devuelta, pero en marzo de 1705, luego de un sitio de cinco meses en que el cabildante y entonces sargento mayor Juan de Lacoizqueta, comandando el tercio de santafesinos, lograra ocuparla y cederla al gobernador de Buenos Aires Alonso de Valdés e Inclán, lo que le valería el nombramiento como maestre de campo. Dicha ocupación a manos españolas duraría hasta 1715, fecha que debió devolverla a la Corona portuguesa ya que según el Tratado de Utretch —que había comenzado en 1713— pasaría a dicha nación.
El 22 de noviembre de 1723, el maestre de campo portugués Manuel de Freytas Fonseca fundaría el Forte de Monteviéu por el cual, el 22 de enero de 1724 los españoles de Buenos Aires desplazarían a los portugueses del asentamiento, dejando una guarnición que esperaría al primer contingente de pobladores provenientes de Buenos Aires, siendo el primero, el joven capitán de caballería hispano-aragonés Juan Antonio de Artigasy Ordovás (La Puebla de Albortón , Zaragoza, 1693 - Montevideo, 1775) —abuelo del futuro caudillo oriental— a quien se le adjudicó tierras, al igual que a su concuñado Jorge Burgues que llegaría en noviembre del corriente, para que luego de un tiempo pudiera recibir a su esposa Ignacia Javiera de Carrasco y sus suegros, Leonor de Melo-Coutinho y Salvador Carrasco, en el año 1725. De esta manera, al año siguiente, sería fundada oficialmente el 20 de diciembre de 1726 la Ciudad de San Felipe y Santiago de Montevideo, por el español Bruno Mauricio de Zabala.
Con la entrada de España en la Guerra de los Siete Años en 1762, el entonces gobernador de Buenos Aires Pedro de Cevallos, invadió Colonia y Río Grande del Sur llevando la frontera hispana hasta el río Jacuí que desemboca en la laguna de los Patos.
De esta manera la capitalidad de la ciudad de Río Grande —fundada junto al «Fuerte de Jesús, María y José» por el brigadier portugués José da Silva Paes en 1737, luego nombrado primer gobernador de la capitanía de Santa Catarina el 7 de marzo de 1739— que fuera ocupada por España en 1763, se trasladaría a Viamão obteniendo así mayor prestigio, pero que al aumentar aún más la importancia de «Porto dos Casais» se trasladó la capital a esta, cambiándole el nombre a Nossa Senhora Madre de Deus de Porto Alegre en 1773, convirtiendo a Viamão en una pedanía de dicha ciudad.
El 1 de agosto de 1776 fue creado el nuevo virreinato del Río de la Plata, segregándolo del Perú, siendo nombrado primer virrey a Pedro de Cevallos quien inmediatamente mandó a ocupar la isla de Santa Catarina en donde participara Santiago de Liniers pero debiéndola devolver a Portugal el 1 de octubre de 1777, al igual que las posesiones hispanas de Río Grande entre el río Jacuí y el río Yaguarón, luego del tratado de San Ildefonso.

### Ingreso y deserción de la milicia, y su migración a territorio español

Brasil con Río Grande del Sur.

Pedro José Viera siendo muy joven salió de la casa paterna deambulando por el territorio de Río Grande ya consolidado como portugués, recorriéndolo entre los poblados de Arroio Grande, Piratini y Yaguarón, ganándose la vida como peón, ayudante de tropa y capataz de Estancias.
En 1801, los luso-brasileños se apoderaron de las Misiones Orientales, y por entonces Pedro José Viera se unió a la milicia incorporándose al cuerpo de «Chimangos» riograndense, de ideología liberal moderada, y de esa forma pudo tomar contacto con poblaciones de origen hispano, recorriendo en todos los sentidos el territorio al este del río Uruguay, siendo parte del Virreinato del Río de la Plata. En 1805 desertó de la milicia para radicarse en la Banda Oriental, instalándose en Montevideo en 1806.

### Voluntario en la expedición para la reconquista de Buenos Aires
Residiendo Viera en Montevideo, llegó al poco tiempo la noticia de la caída de la ciudad de Buenos Aires en manos inglesas, con la preocupación de que pudiera ser el objetivo principal ocupar todo el virreinato. Mientras en la otra orilla del Plata, el 1 de julio de 1806 se celebraba una cena en la casona de Martín Simón de Sarratea —un rico hidalgo comerciante, padre de Manuel, Martina y Juana de Sarratea Altolaguirre, y por tanto, suegro de Santiago de Liniers y del futuro yerno, el coronel Ángel Augusto de Monasterio— a la cual fueron invitados los jefes ingleses, incluyendo a William Carr Beresford, y las bellas damas porteñas, siendo la escusa de esta reunión un agradecimiento por haber devuelto los barcos particulares que tomaran por la fuerza, pero escondiendo la verdadera razón que era la sigilosa huida de Liniers hacia Montevideo, para organizar la reconquista.
El gobernador de Montevideo, Pascual Ruiz Huidobro, no disponía de suficientes soldados para enviar una expedición a reconquistar Buenos Aires, contando tan solo unos quinientos hombres. Fue en ese momento que los montevideanos comenzaron a reunir un grupo de voluntarios, incluyendo a Pedro José Viera que acababa de mudarse allí, al que fueron incorporándose gente de otros pueblos y de zonas rurales, todos colocándose a disposición del Cabildo y del gobernador, con el ofrecimiento de contribuir con gente y recursos para desalojar a los ingleses de Buenos Aires. De esta forma se reclutó en pocos días un ejército de mil seiscientos hombres, encuadrados en unidades militares. Entretanto unos barcos ingleses aparecieron frente a Montevideo, por lo que provocó que el gobernador decidiera permanecer al frente de las defensas, encomendando el mando de la fuerza reconquistadora a Santiago de Liniers.

La intendencia de Buenos Aires, dentro del virreinato del Río de la Plata en 1783.

Ya en Buenos Aires, Viera se destacó por su acertada puntería, adquiriendo la fama de buen tirador y, una vez reconquistada la ciudad, regresó a Montevideo que lo estaba esperando con manifestaciones de aprecio. Por un tiempo se retiró del servicio de las armas, se instaló en la ciudad de Santo Domingo de Soriano (en la Banda Oriental) dedicándose a labores rurales, trabajando como capataz y relacionándose con estancieros del lugar, hasta que se convirtió en administrador de las estancias del malagueño-español Juan María de Almagro y de la Torre que era un rico hacendado que poseía campos en Buenos Aires, Banda Oriental y Río Grande del Sur, alcanzando Viera un inmenso prestigio entre los paisanos de los partidos colindantes.

## Guerra de independencia rioplatense y la autonomía de la Provincia Oriental

### Participación de la revolución libertadora rioplatense

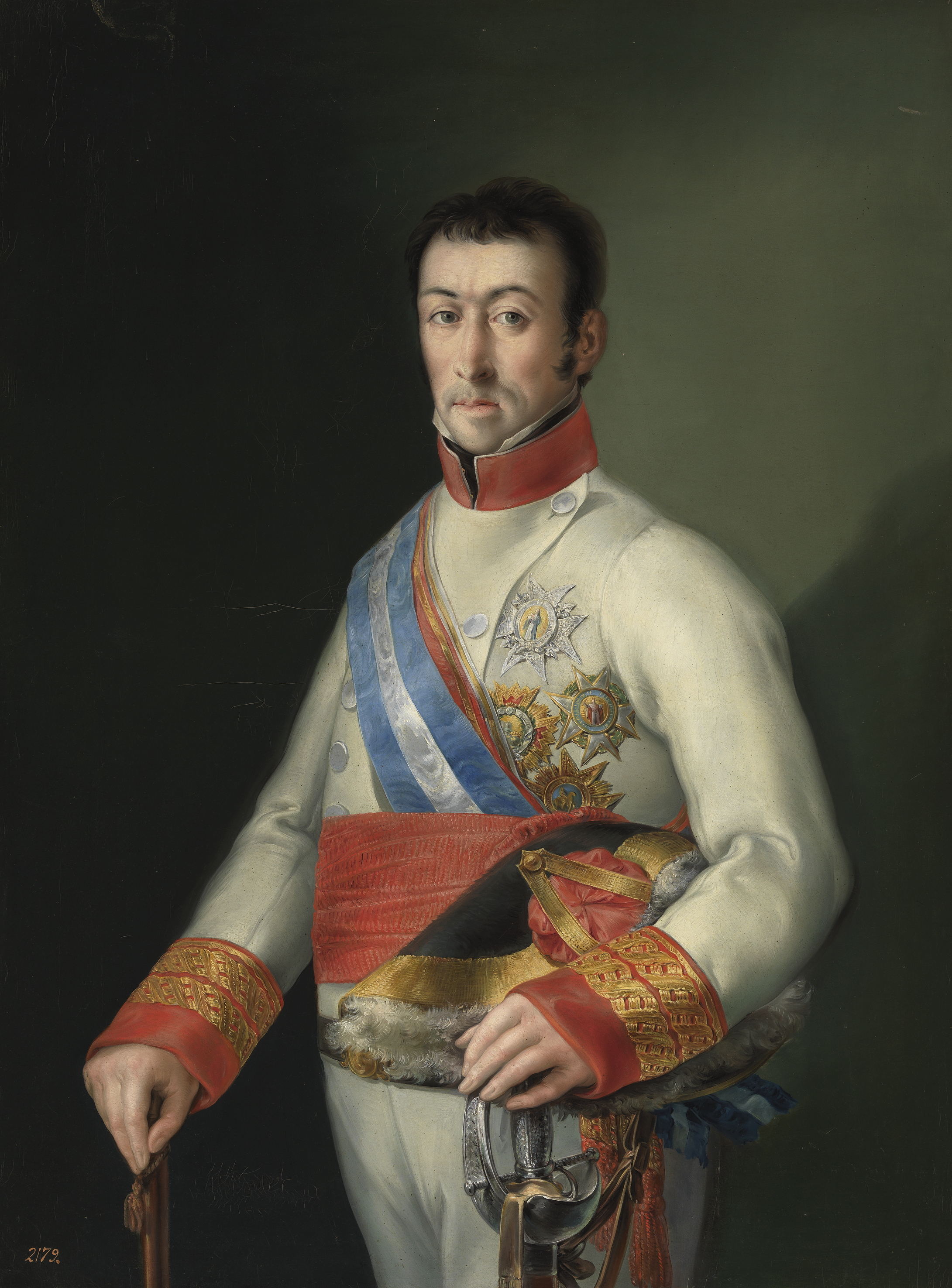
Virrey Francisco Javier de Elío.

El 31 de agosto de 1810, el Consejo de Regencia de España e Indias, y confirmado luego por la Junta de Cádiz, había nombrado virrey a Francisco Javier de Elío pero como el Cabildo de Buenos Aires desconoció su autoridad, se instalaría más tarde en Montevideo.

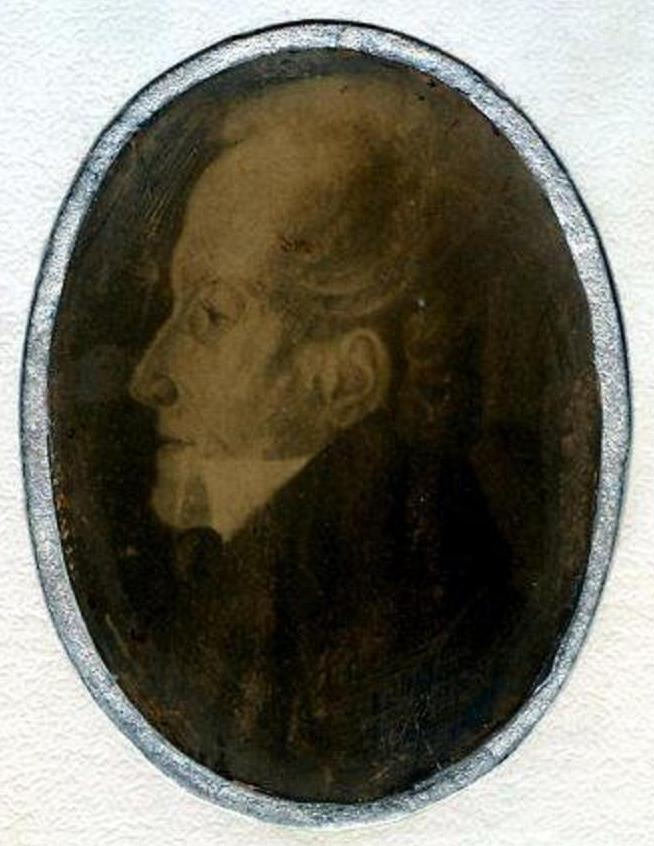
Asesor rioplatense Miguel Mariano de Villegas.

La Primera Junta de las Provincias Unidas del Río de la Plata nombró a Miguel Mariano de Villegas como síndico-procurador general del Cabildo de Buenos Aires el 17 de octubre de 1810 y además lo designó el 28 de noviembre del mismo año, en forma privada, como asesor de gobierno de la nueva nación, continuando su gestión el 18 de diciembre, luego de la conformación de la Junta Grande que gobernó hasta el 22 de septiembre del siguiente año.
Al llegar a Montevideo Francisco de Elío y declararla el 19 de enero de 1811, capital del Virreinato del Río de la Plata y asumiendo el Gobierno en la Banda Oriental, el doctor Miguel de Villegas como síndico, firmó el 22 de enero del citado año, la nota del cabildo en que formalmente se rehusaba a reconocerle como virrey. Elío al poco tiempo, terminó declarando la guerra el 12 de febrero, para lo cual tuvo que tomar unas medidas fiscales impopulares que le permitían reunir recursos para poder solventar el uso de la fuerza para coaccionar a los pueblos a reconocer la autoridad española. Regularizó títulos de propiedad para el pago de la contribución, cobró impuestos a las importaciones como ser cuero y tabaco, controló el contrabando permitiendo comerciar solo a buques autorizados.
Estas medidas perjudicaron a hacendados, navieros mercantes, comerciantes y rurales que estaban decayendo por esta situación crítica y por el control español al impedir el comercio con los barcos británicos. A estas medidas se sumaron empréstitos forzosos a propietarios, hacendados y comerciantes, y en consecuencia, algunos jefes militares al servicio del gobierno español, se iban pasando de bando. Y así ocurrió el 15 de febrero, cuando José Gervasio de Artigas desertaba del Cuerpo de Blandengues en Colonia del Sacramento y se trasladaba a Buenos Aires para ofrecer sus servicios militares al gobierno revolucionario, que le dio el grado de teniente coronel.
El pueblo oriental por estas fechas, ya estaba exacerbado y difícil de contener. Viera comenzó a organizarlos hasta que el 24 de febrero, llegó la tan esperada noticia a través de una carta enviada por Artigas, cuando estaban asentados en el arroyo Coquimbo (al sudeste de Mercedes), sobre la declaración de guerra a Elío por parte de la Junta de Buenos Aires, y en esa misma fecha envió un mensaje escrito a su aliado, el alférez Justo Correa, un oficial del Cuerpo de Blandengues de la villa de Mercedes de Soriano, avisándole que la atacaría a partir del día 25, para que reúna partidarios a favor de la revolución y dice así:

Mi alférez Correa: "ya no me es posible de ningún modo contener la gente, y a fin de evitar desorden, que causa muchos males o daños, he determinado aproximarme esta noche a ese pueblo y atacarlo mañana lo que aviso a usted para que así lo haga entender a todos los partidarios nuestros que usted tenga en esa; y no ofresiéndose otra cosa ruego a Dios guarde su vida muchos años." Coquimbo. Febrero 24 de 1811. De usted su servidor —Pedro Biera—

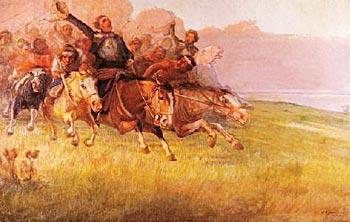
Pedro José Viera y el Grito de Asencio.

Recién para el 26 de febrero los patriotas, ocultos en un bosque entre Soriano y Mercedes, en una zona limitada por los dos brazos de los arroyos Ascencio Grande y Chico, afluentes meridionales del río Negro, lograron reunir unos trescientos hombres que se pronunciaron enérgicamente por la libertad, el 27 de febrero, hecho conocido como «Grito de Asencio» y dirigiéndose hacia Mercedes de Soriano al día siguiente, lograron rendir la ciudad, adonde se proveyeron de armamento y arriaron el pabellón español. De esta manera la población rural de la Banda Oriental comandada por Pedro José Viera junto a Venancio Benavides, tomaron el mismo día la villa de Santo Domingo Soriano.
Solicitaron auxilios a la Junta de Buenos Aires que mandó al entonces teniente coronel José Gervasio de Artigas, a quien Viera entregó su obra sumándose a la revolución y lanzando una exitosa revuelta en contra del Reino de España. El 11 de abril, Artigas emitió la «Proclama de Mercedes», asumiendo el mando en la Banda Oriental. Los revolucionarios comandados por Benavides capturaron luego las poblaciones de El Colla el 20 de abril y San José el 25 de abril.  Manuel Francisco Artigas —hermano de José Gervasio— avanzó sobre las poblaciones del este y el 24 de abril del citado año tomó la villa de Minas; el 28 de abril entró en San Carlos y el día 29 de abril rindió Maldonado; luego un destacamento avanzó hacia la fortaleza de Santa Teresa. Fuerzas unidas de Manuel Francisco Artigas y de Venancio Benavides ocuparon San José el 25 de abril tras tomar a Porongos.
José Gervasio Artigas y Pedro José Viera dirigieron sus tropas hacia Montevideo y fue adonde vencieron a los realistas en la batalla de las Piedras, el 18 de mayo del mismo año. Luego, pocos días después, se dirigió a la ciudad amurallada iniciando el primer Sitio de Montevideo, último reducto de la colonia española en la Banda Oriental, ya que Benavides el 26 de mayo, luego de sitiar Colonia del Sacramento, terminó por ocuparla el 2 de junio del mismo año, y por lo cual Artigas fue aclamado «Primer Jefe de los Orientales». El 30 de junio le concedieron a Viera el grado de capitán de milicias por los servicios prestados y el de capitán graduado, el 10 de agosto del mismo año. Se decidió levantar el sitio de la ciudad amurallada el 12 de octubre, para dirigirse hacia San José, cruzando el río Santa Lucía dos días después.

### Éxodo del pueblo oriental y surgimiento de la autonomía entrerriana

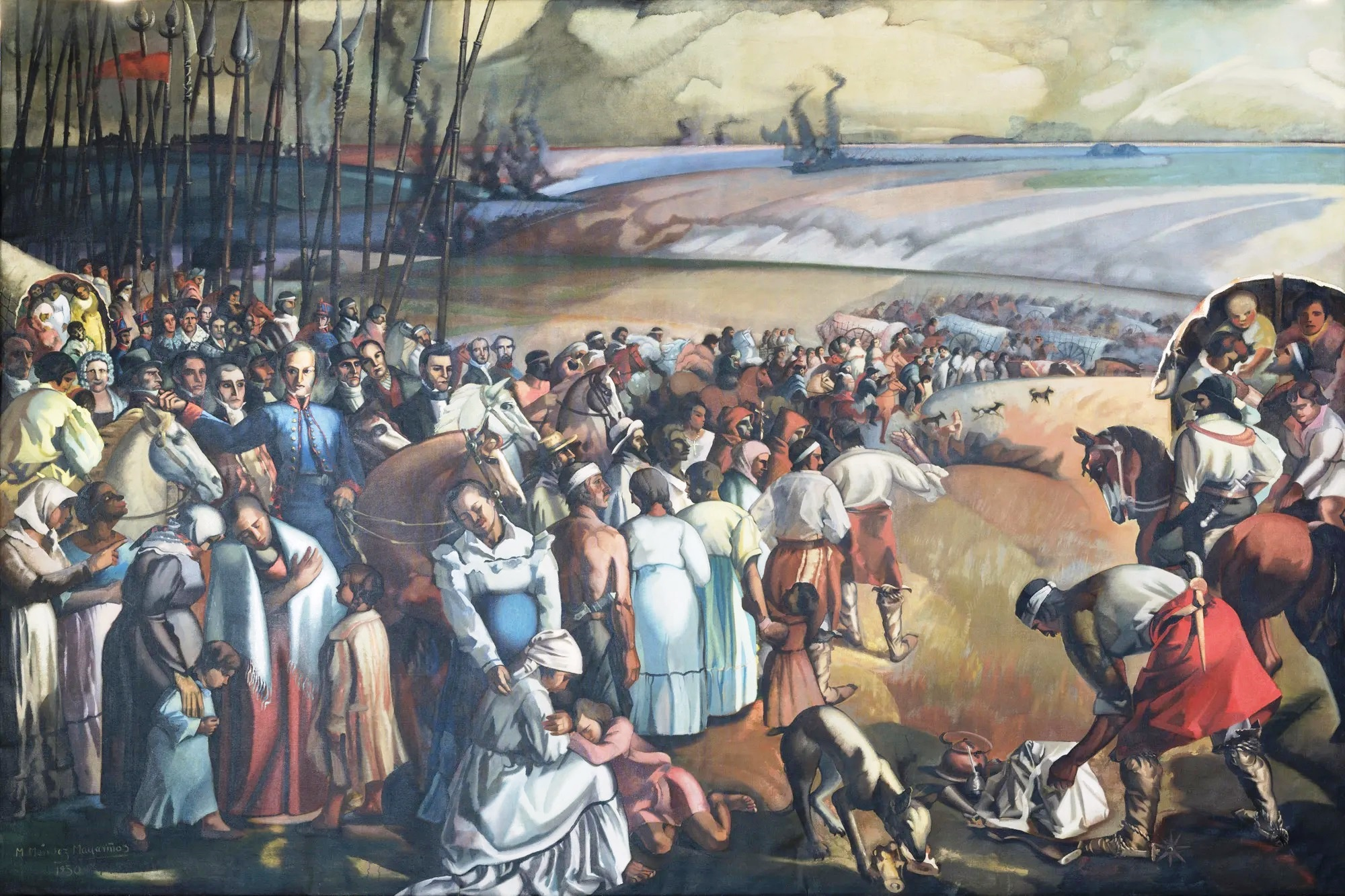
Éxodo del Pueblo Oriental (de Melchor Méndez Margariños).

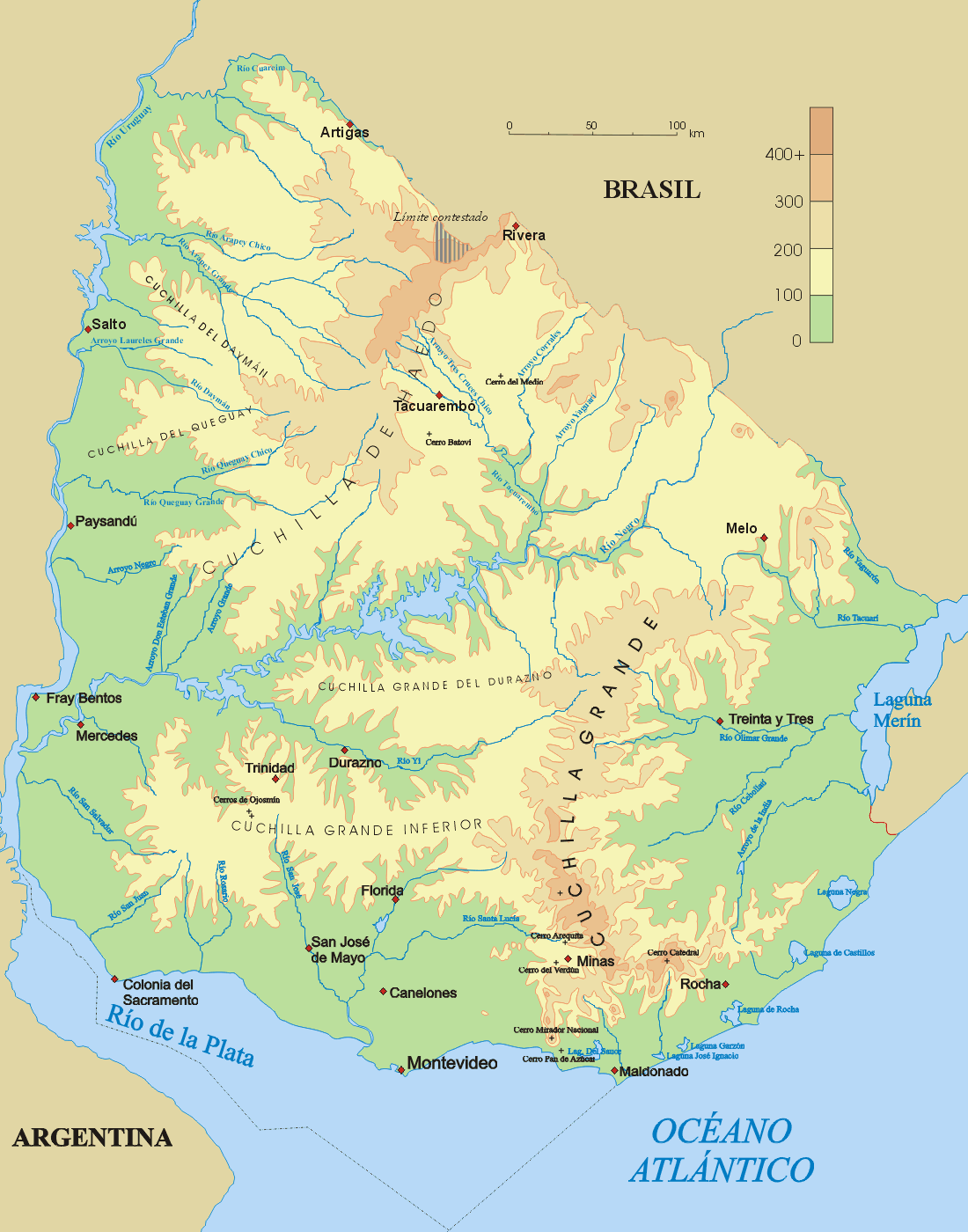
Mapa físico de la Banda Oriental.

No obstante, el 20 de octubre de 1811, ante la inminente invasión desde el norte de la Banda Oriental por parte de las tropas portuguesas, el Primer Triunvirato formado por Feliciano Chiclana, Manuel de Sarratea y Juan José Paso, envió a este último junto a  Gregorio Funes y José Julián Pérez como representantes de Buenos Aires.
Estos firmaron un armisticio con los realistas de Montevideo, nombrando al entonces coronel José Gervasio de Artigas, como teniente de gobernador, justicia mayor y capitán del departamento de Yapeyú y sus partidos, con sede en Santo Tomé, de la desaparecida gobernación de Misiones que se la habían repartido, a modo de protectorado provisional, entre el gobierno de Buenos Aires y el de Paraguay —en ese entonces conformando una misma nación confederada— y en consecuencia ordena a Artigas y sus tropas a trasladarse hacia el territorio de Corrientes, en donde llegó recién la noticia el día 23 de octubre, cuando se encontraban en el paso de la Arena, al este de río Santa Lucía, de que Buenos Aires y los realistas habían firmado la paz, por lo cual el territorio de la Banda Oriental retornaba a la jurisdicción española.
Como también se había acordado la ocupación realista de las villas sur-mesopotámicas de Gualeguay, Gualeguaychú y Concepción del Uruguay, a cambio del levantamiento del bloqueo al puerto de Buenos Aires, estas comandadas por caudillos locales como Francisco Ramírez, Eusebio Hereñú y Gregorio Samaniego, lograron derrotarlos en el momento en que habían procedido a ocuparlas y asumieron a partir de entonces la «Comandancia General de los Partidos de Entre Ríos» con una posición fuertemente federal.
Artigas que había repudiado también el armisticio desde el otro lado del río Uruguay, decidió por lo pronto marcharse con sus soldados pero además fue acompañado por gran parte de la población civil, en lo que se denominó «La Redota» (derrota) o bien como el «Éxodo del Pueblo Oriental» en el cual también se encontraban Pedro José Viera con su mujer Juana Chacón Montiel y Álvarez Orrego llevando consigo a su pequeño hijo, Celedonio Viera Chacón, y dos carruejes con sus pertenencias.

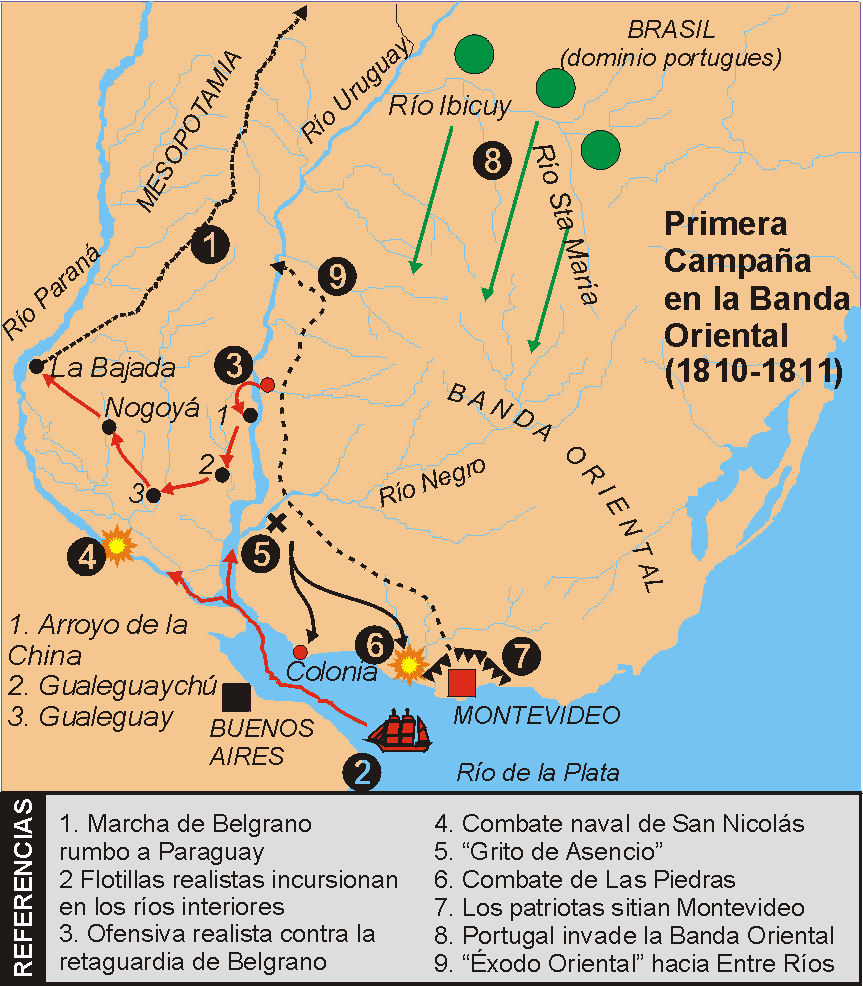
Expedición de 1810

El 30 de octubre cruzaron el arroyo Grande —actual límite entre los departamentos de Soriano y de Flores— y el 2 de noviembre, el arroyo del Perdido; al día siguiente cruzaron el arroyo Cololó. Entre el 11 y el 13 del mismo mes, vadearon el río Negro para establecer al día siguiente su cuartel general que llamaron Arroyo Negro —en el actual límite entre los departamentos de Río Negro y de Paysandú— continuando luego su viaje hacia Paysandú, adonde llegaron el día 24 de noviembre.
Días después, el 1 de diciembre, acamparon a orillas del arroyo Quebracho para continuar su viaje al día siguiente, que cruzaron el arroyo Chapicuy Grande el 3 de diciembre y el río Daymán —actual límite entre los departamentos de Paysandú y de Salto— para continuar su éxodo hacia el río Uruguay, el cual cruzaron a la altura de Salto el día 10 de diciembre del citado año, llegando a finales de mes a «San Antonio de Salto Chico» —actual ciudad de Concordia— convirtiéndose transitoriamente en la capital misionera, cuyo límite meridional en la banda occidental del río era el arroyo Yeruá.
Al mismo tiempo y del otro lado del río Uruguay, el nuevo y nominal capitán general del Río de la Plata, el español Gaspar de Vigodet, que asumía en esta época en la Banda Oriental rompió el armisticio el 8 de enero de 1812, por lo cual el día 26 del mismo mes el Primer Triunvirato le hizo llegar a Manuel Belgrano que estaba en Rosario, el mando de las fortificaciones del río Paraná, iniciando las obras el 7 de febrero, gracias al entonces teniente coronel Ángel Augusto de Monasterio "el Arquímides de la Revolución de Mayo" que era un ingeniero militar español, y a la colaboración de Cosme Maciel que era un excelente constructor de buques. El 10 de junio de este último año, Artigas instaló  su campamento más hacia el norte, en el Ayuí, al oeste del río Uruguay y adonde también se asentó el entonces capitán Pedro José Viera y su familia.

### Expediciones libertadoras y consolidación de la Provincia Oriental
Mientras tanto, el Triunvirato enviaba a uno de sus miembros —Manuel de Sarratea— nombrándolo comandante de la Expedición Libertadora para poner fin a la actitud separatista de Montevideo que se iba fortaleciendo con apoyo extranjero. Este instaló su campamento en el arroyo entrerriano de la China, a solo 6 leguas adonde se había acantonado Artigas, y siendo poco fluidas la relación entre ambos jefes, fue deteriorándose más aún, por las acciones del porteño que obstaculizaba a las del oriental. Por entonces, Pedro José Viera se alejó de Artigas y se plegó a Sarratea quien decidió poner sitio nuevamente a Montevideo, aunque esta medida no le resultaba eficaz porque la plaza fortificada recibiría por agua, pertrechos de guerra y alimentos.
Las tropas porteñas exaltadas, que estaban animadas a realizar el asedio de la ciudad, se amotinaron desconociendo a Sarratea, por lo que unas semanas después, se nombró en su reemplazo al entonces teniente coronel José Rondeau que fue ascendido al rango de coronel y puesto al mando del «Regimiento de Dragones de la Patria», como jefe de las operaciones terrestres. Este nuevo jefe contó con el apoyo de Artigas y de Viera que con sus hombres se pusieron a sus órdenes, reforzando el cerco de la fortaleza con cinco mil soldados e iniciando así el segundo Sitio de Montevideo el 20 de octubre de 1812, sumado que además consiguieran una victoria en la batalla de Cerrito, el 31 de diciembre del citado año.

Territorios que eligieron diputados a la Asamblea.

En enero de 1813, Artigas denominó al antiguo territorio bonaerense al este del río Uruguay como Provincia Oriental, formando parte de las Provincias Unidas del Río de la Plata, y adjudicándole, luego de reunirse del 5 al 21 de abril en el Congreso de Tres Cruces, los territorios del Gobierno Político y Militar de Montevideo, zonas de la Fortaleza de Santa Teresa con la Villa de Melo, la cuenca del Tacuarembó y las áreas misioneras orientales del Uruguay desde el noroeste del río Negro con Belén, Salto, Batoví, Santa Tecla hasta las Misiones Orientales inclusive, aunque estas tres últimas fueran nominales, por estar ocupadas por los luso-brasileños (desde 1801).
Además José Gervasio de Artigas, dictó a los seis diputados delegados por la Banda Oriental a la Asamblea Nacional General Constituyente de 1813, que se había inaugurado en la ciudad de Buenos Aires el 31 de enero, las instrucciones adonde constaban los principios de Independencia, República y Federalismo dentro de los límites que reclamaba para la Provincia Oriental, por lo cual sus diputados terminaron siendo rechazados y dando comienzo a las guerras civiles argentinas que estallaron en enero de 1814, enfrentando a federales y unitarios.
En cuanto a Rondeau, este era enviado al norte en reemplazo de Manuel Belgrano, nombrando en su lugar a Carlos María de Alvear que con mil hombres más, terminó reforzando el sitio y el 1 de marzo de 1814, el director supremo que había remplazado al Trunvirato desde el 31 de enero —Gervasio Antonio de Posadas— firmó el decreto por el que Guillermo Brown era designado teniente coronel y jefe de la escuadra naval. El 17 de mayo del mismo año, Alvear inició las tratativas para la rendición con el jefe español Vigodet, que capituló el 23 de junio del mismo año, y el 6 de julio lo hacía el comandante de la escuadra naval realista, el español Jacinto de Romarate.

### Oficial de infantería del Ejército del Norte de San Martín en el Alto Perú

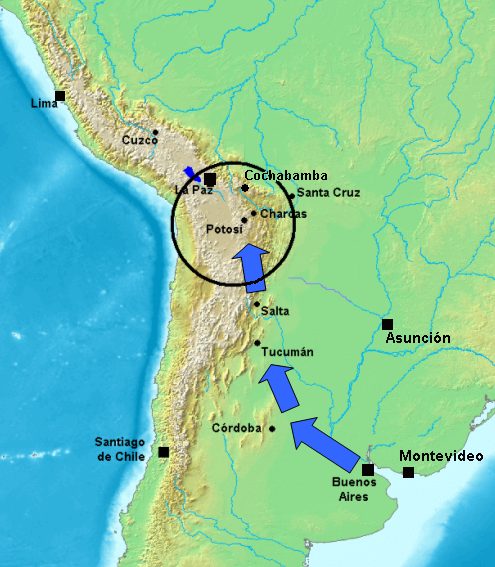
Ejército del N. en el Alto Perú.

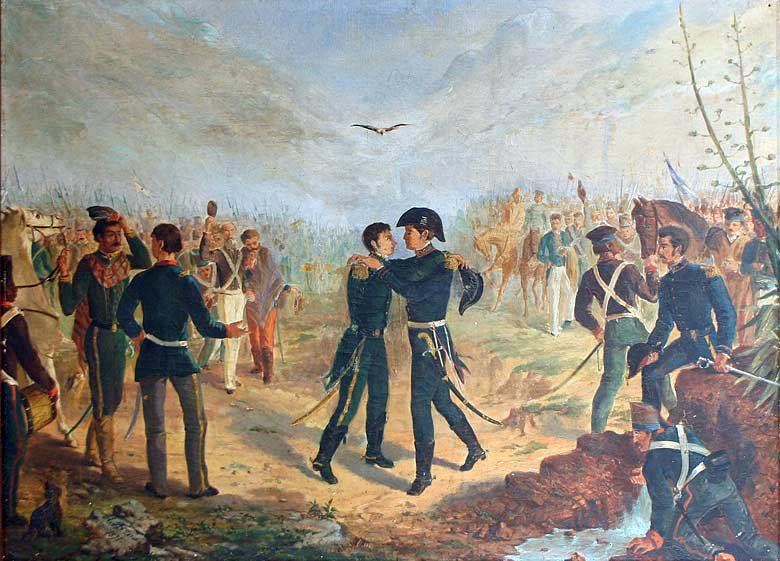
Traspaso del mando de Manuel Belgrano a José de San Martín en la Posta de Yatasto.

El entonces capitán Pedro José Viera inmediatamente a la capitulación realista de Montevideo, fue enviado al Ejército del Norte con los efectivos de la 3.ª División Oriental, bajo las órdenes del comanadante general José de San Martín que había asumido el mando el 30 de enero de 1814, traspasado por Manuel Belgrano en la Posta de Yatasto, y fue quien ascendió a Pedro Viera al rango de teniente coronel de infantería, el 31 de marzo.
El 1 de mayo del mismo año, San Martín le pasó la jefatura del ejército al nuevo comandante José Rondeau que conformó el «Regimiento N.º 9 de Orientales» el 4 de mayo, reforzándolo con los restos del N.º 6 y N.º 7 y colocándolo bajo el mando del recién ascendido coronel Manuel Pagola. En enero del año siguiente, tanto Viera como Pagola defendieron a Rondeau de la pretensión del general Alvear de despojarlo del mando, impidiendo que asumiera este último por la sublevación de todos los oficiales del ejército. El 21 de marzo del citado año, Viera fue nuevamente ascendido a teniente coronel graduado.
Cuando el ejército patriota estaba al norte del pueblo de Venta y Media, llegando a Cochabamba se topó con el ejército realista que lo venía siguiendo, comandado por el general español Joaquín de la Pezuela el día 29 de noviembre de 1815, produciéndose la segunda batalla de Sipe Sipe en la que sufrieron una derrota. La victoria del realista Pezuela le valió el ascenso al grado de teniente general, el título de marqués de Viluma y el nombramiento como virrey del Perú en octubre de 1816, concedido por el rey Fernando VII.

## Participación en las guerras civiles argentinas y de liberación chilena

### Campañas en el Litoral argentino y la Liga Federal del general Artigas
Mientras tanto en el este rioplatense, el 19 de octubre y a instancias del general José Rondeau, se reunió un nuevo congreso y fueron elegidos a la Asamblea del año XIII como representantes de Montevideo Pedro Feliciano de Cavia y Pedro Fabián Pérez, incorporándose en el breve quinto y último período de sesiones, entre el 5 y el 26 de enero de 1815. Desde entonces y durante el resto del gobierno de Alvear, ya no volvió a reunirse, siendo oficialmente disuelta a raíz del golpe del 18 de abril del mismo año.

Provincias Unidas del Río de la Plata incluyendo Carmen de Patagones, la Liga de los Pueblos Libres (en rojo) con la actual Provincia de Misiones e islas Malvinas (despobladas desde 1812 y repobladas en 1820).
Incluía nominalmente el Chaco Central y Austral, la región Pampeana, la Patagonia Oriental, la isla Grande de Tierra del Fuego e isla de los Estados.
El Estado autónomo del Paraguay que se había confederado con el territorio rioplatense desde 1811 a 1814 (y se independizó definitivamente el 25 de noviembre de 1842), en 1811 anexó las misiones occidentales del río Paraná y en 1822 a 1832 las orientales del mismo río, y nuevamente desde 1834, para que en 1841 hasta 1865 terminara por ocupar toda la actual Provincia de Misiones.

A fines de 1815, Pedro José Viera y Manuel Pagola regresaron a Buenos Aires y se pusieron en contacto con el partido popular de Manuel Dorrego —había vuelto del Alto Perú en mayo de 1814 y luego de la Provincia Oriental a principios del año siguiente— oponiéndose al Directorio de Juan Martín de Pueyrredón por acercarse al reino luso-brasileño para atacar juntos a los federales de la Provincia Oriental, figurando también como opositores Manuel Moreno, Pedro José Agrelo, Domingo French, Vicente Pazos Kanki y Feliciano Antonio Chiclana, y quienes también apoyaban la posición republicana en contra de las pretensiones monárquicas de alguno de los directoriales que todavía pretendían llamar a un príncipe europeo para coronarlo rey del Río de la Plata.
Finalmente Pueyrredón concertó una entrevista con Dorrego pero traicionando la tregua, al término de la misma, ordenó su arresto y destierro embarcándolo en un buque británico con destino a la colonia española de la isla de Santo Domingo, aunque no llegó a destino ya que la tripulación y su capitán decidieron dedicarse a la piratería, liberando a Dorrego pero al ser capturado el buque y explicando lo acontecido quedó definitivamente en libertad, llegando a Baltimore, en los Estados Unidos, donde pronto se le unieron los demás miembros de su partido que también habían sido expulsados por dicho director supremo.
En 1815, Artigas logró reunir en la ciudad entrerriana de Concepción del Uruguay a los representantes de la Banda Oriental, Córdoba, Corrientes, Entre Ríos, Misiones —más extensas que la actual provincia argentina aunque sus representantes no llegaron a tiempo— y Santa Fe, aunadas en la Liga Federal a la cual fueron invitadas todas las otras provincias de los territorios del antiguo Virreinato del Río de la Plata.

### Oficial del Ejército de los Andes del general San Martín para liberar Chile

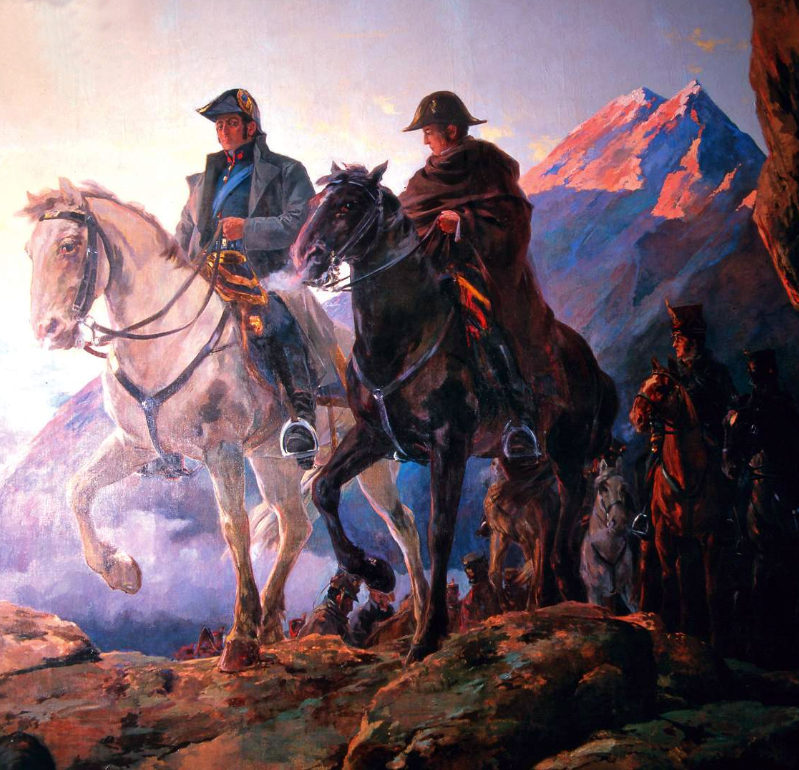
Cruce de los Andes

Luego de la independencia formal de las Provincias Unidas del Río de la Plata, que había sido declarada por el Congreso de Tucumán el 9 de julio de 1816, el teniente coronel Pedro José Viera acompañó al general José de San Martín y al brigadier Bernardo O'Higgins en el Cruce de los Andes, entre el 12 de enero y el 8 de febrero de 1817, junto al desterrado Hipólito de Villegas.

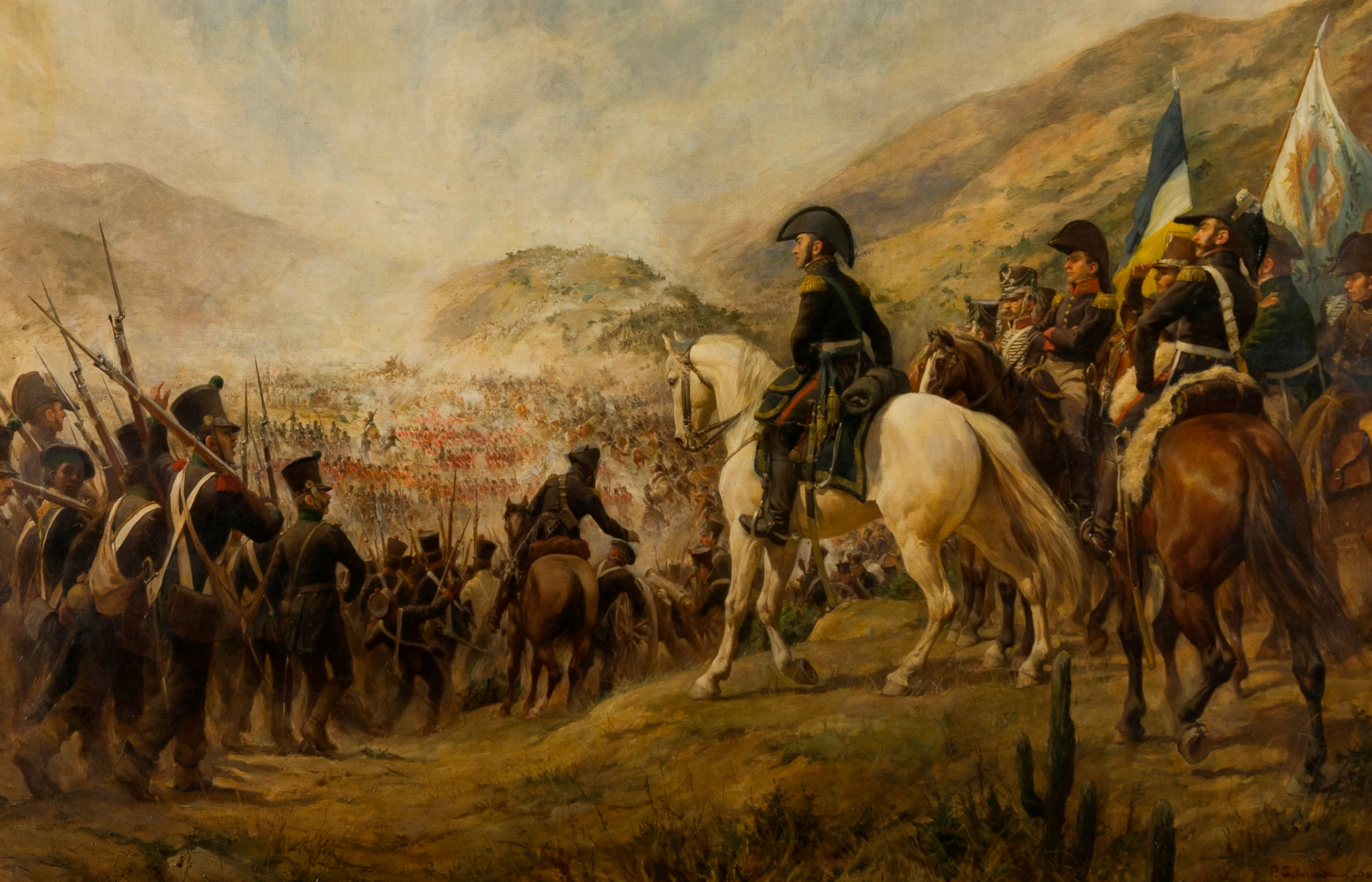
Batalla de Chacabuco

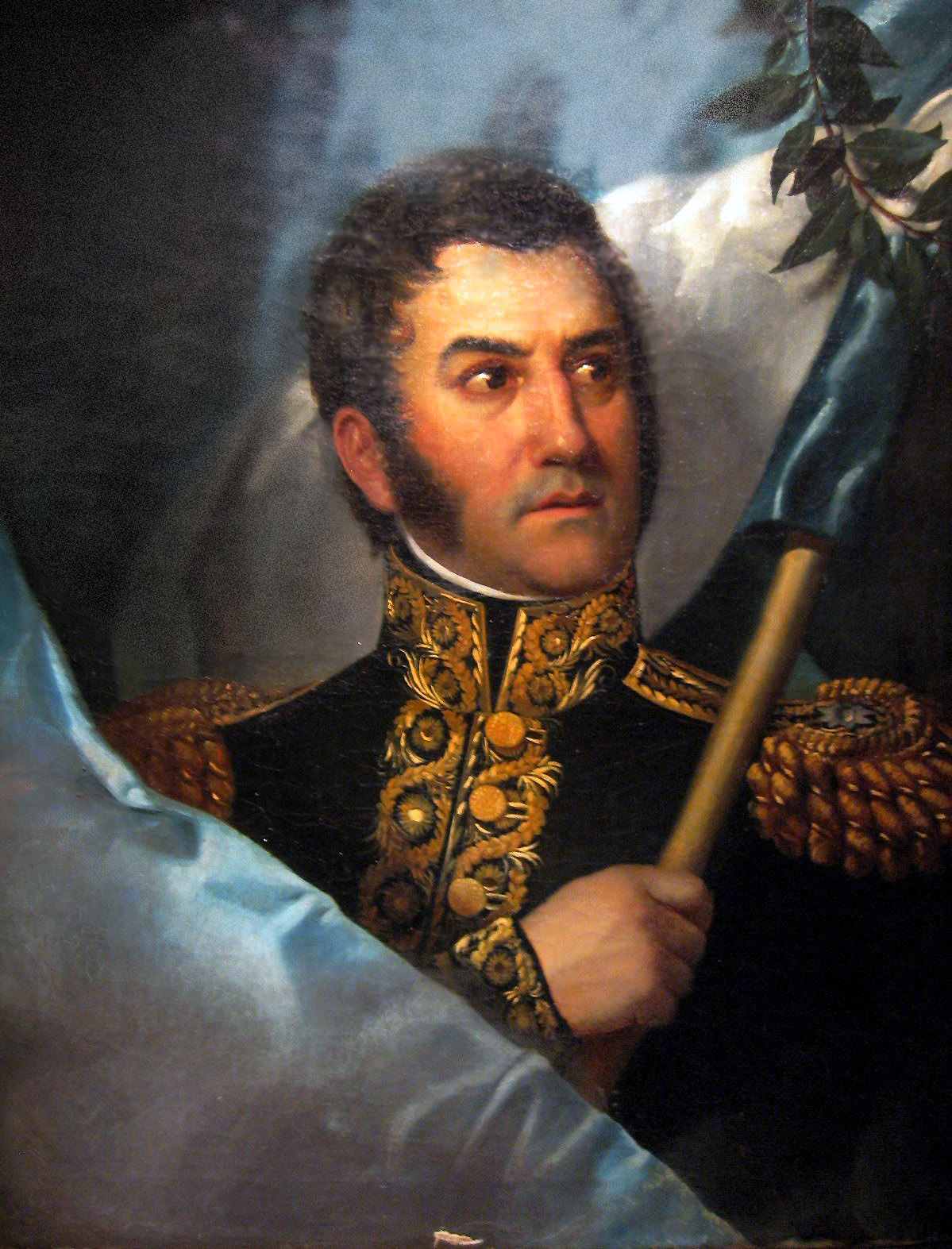
José de San Martín.

Conforme nos relata en sus memorias el general, sus soldados allí bailaron el Pericón tres días seguidos después de la batalla de Chacabuco el 12 de febrero del mismo año, en regocijo de la victoria.
El jurisconsulto Villegas —hermano del doctor Miguel Mariano de Villegas— que había sido nombrado en su destierro como apoderado del Ejército de los Andes para percibir los fondos que se recolectaban con el objeto de proveer el sostenimiento de las tropas, fue restituido en su cargo de ministro tesorero por el nuevo director supremo de Chile, Bernardo O'Higgins, y al poco tiempo se convertiría desde el 18 de febrero del mismo año, en el primer ministro de Hacienda de esa nueva república independiente.
El teniente coronel Viera por causas no documentadas, retornó al Litoral argentino para ponerse a las órdenes de Balcarce a principios de 1818, probablemente entre la derrota en la batalla de Cancha Rayada del 19 de marzo y de la victoria decisiva de la batalla de Maipú, el 19 de marzo del mismo año, entre tropas argentinas del Ejército de los Andes unidas a las chilenas de su propio ejército, al mando ambas del capitán general José de San Martín, contra el Ejército Real de Chile bajo las órdenes del general Mariano Osorio.

## Nuevas intervenciones en las guerras civiles rioplatenses y de liberación peruana

### Retorno a las provincias litorales, arresto y liberación

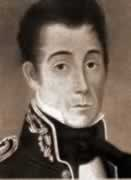
Matías de Irigoyen.

Luego de la victoria de Chacabuco, Pedro José Viera retornó al Litoral argentino a principios de 1818, colocándose bajo las órdenes del entonces coronel Juan Ramón Balcarce que era el Comandante del Ejército de Campaña de la provincia de Buenos Aires, manteniendo una activa participación en la interminable guerra contra los federales de la provincia de Santa Fe.
El 25 de marzo del citado año, acompañando a Balcarce, se libró el combate de Saucesito contra el entrerriano federal Francisco Ramírez. Culpándolo de la derrota, lo hizo arrestar en el bergantín «Belén», y el sumario que se le hizo fue ordenado por el general Matías de Irigoyen, durando dicha detención hasta enero de 1819 en que fue absuelto el inculpado. Nada se dijo de la responsabilidad de Balcarce en lo referente a la derrota citada.

### Ascenso a coronel graduado y la conspiración de Tagle
El 11 de junio del mismo año, luego del resultado del sumario, la superioridad ascendió al militar Pedro Viera al rango de Coronel graduado pero Viera, curiosamente, se tomó un respiro abriendo una pulpería en la ciudad de Buenos Aires, dedicándose así al comercio.

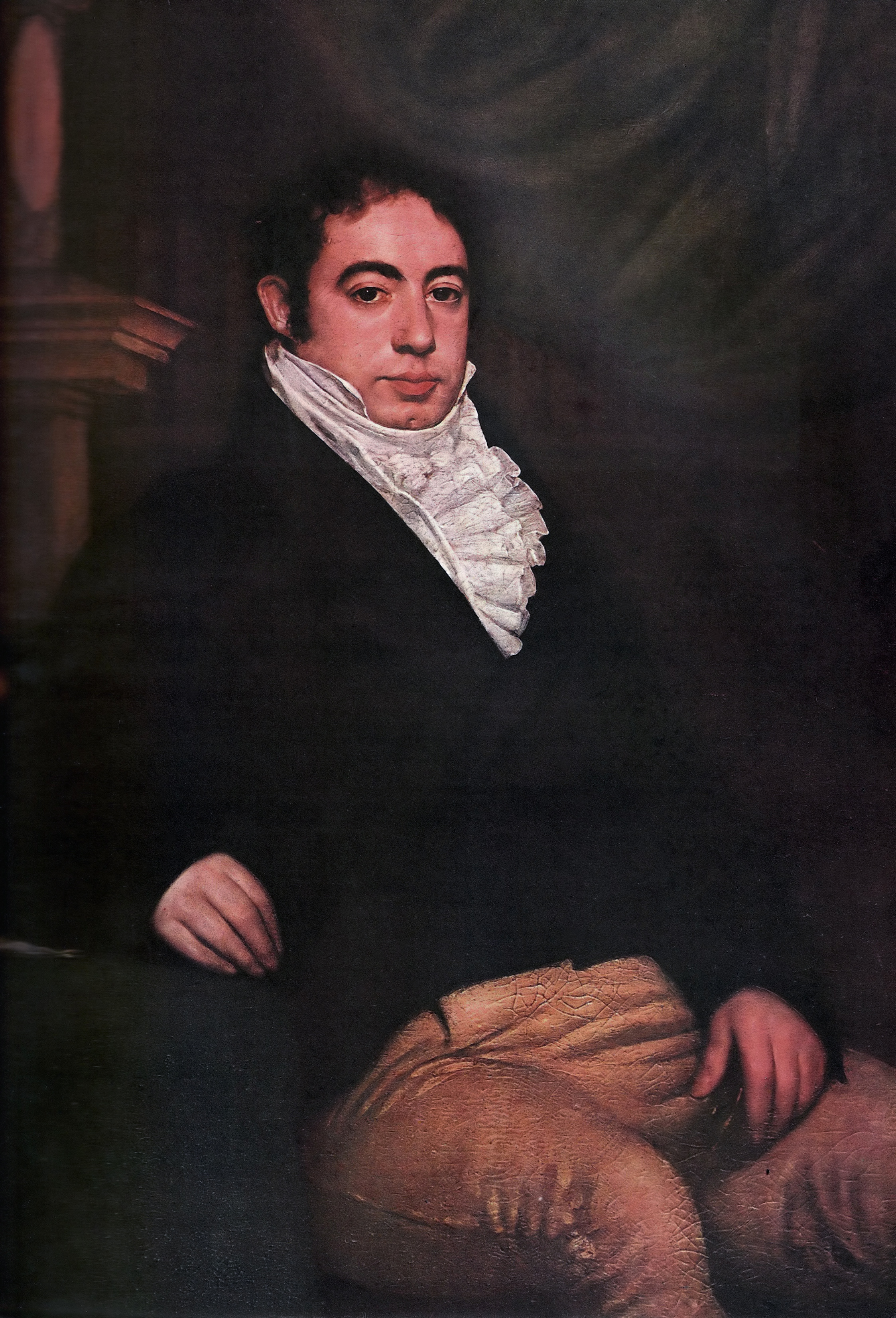
Bernardino Rivadavia.

Mientras acontecía lo anterior, Gregorio García de Tagle que era el ministro de Relaciones Exteriores desde 1816 hasta la batalla de Cepeda de 1820 —durante los gobiernos directoriales de Juan Martín de Pueyrredón y de José Rondeau— fue quien se dedicó a reorganizar la Logia Lautaro como Gran Logia y también unos de los autores de la invitación para la invasión luso-brasileña de la Provincia Oriental en 1817, como medio para librarse del caudillo federal José Gervasio de Artigas que se negaba a someter sus ideales a la supremacía del gobierno central bonaerense, a la Logia y a las pretensiones monárquicas del grupo dirigente.
Al finalizar su ministerio por la batalla citada, el Cabildo de Buenos Aires le inició juicio pero le permitió escapar a Montevideo, para regresar a Buenos Aires a fines del mismo año y terminar dirigiendo en 1821 las conspiraciones de la oposición implicando al coronel Pedro José Viera, y aprovechando los descontentos que habían dejado las reformas eclesiástica y militar del Ministro de Gobierno y Relaciones Exteriores, Bernardino Rivadavia, nombrado el 19 de julio de 1821 por el nuevo gobernador de la provincia de Buenos Aires, el general Martín Rodríguez. Tagle fue arrestado por una revolución abortada, en agosto de 1822, aunque liberado al poco tiempo.
El 19 de marzo de 1823 estalló la «revolución de los Apostólicos», una reacción bien organizada que tuvo apoyo de varios ciudadanos descontentos, además de frailes y curas, pero fracasó después de varias horas de lucha. Tagle logró escapar a la ya conformada Provincia Cisplatina —ex Provincia Oriental del Uruguay ocupada por el Imperio del Brasil— con ayuda de Manuel Dorrego, aunque el coronel José María Urien y el capitán José Benito Peralta fueran detenidos y ejecutados. Cuando arribó Tagle al otro lado del Río de la Plata, fue arrestado en Montevideo por Carlos Federico Lecor quien fuera el gobernador brasileño de dicha provincia, y que tardaría meses en liberarlo. Finalmente el juicio fue suspendido y sus documentos destruidos por orden de Rivadavia, por lo cual el coronel Pedro José Viera quedó sin cargos en su contra.

### Campañas del Perú con los generales Bolívar y Sucre

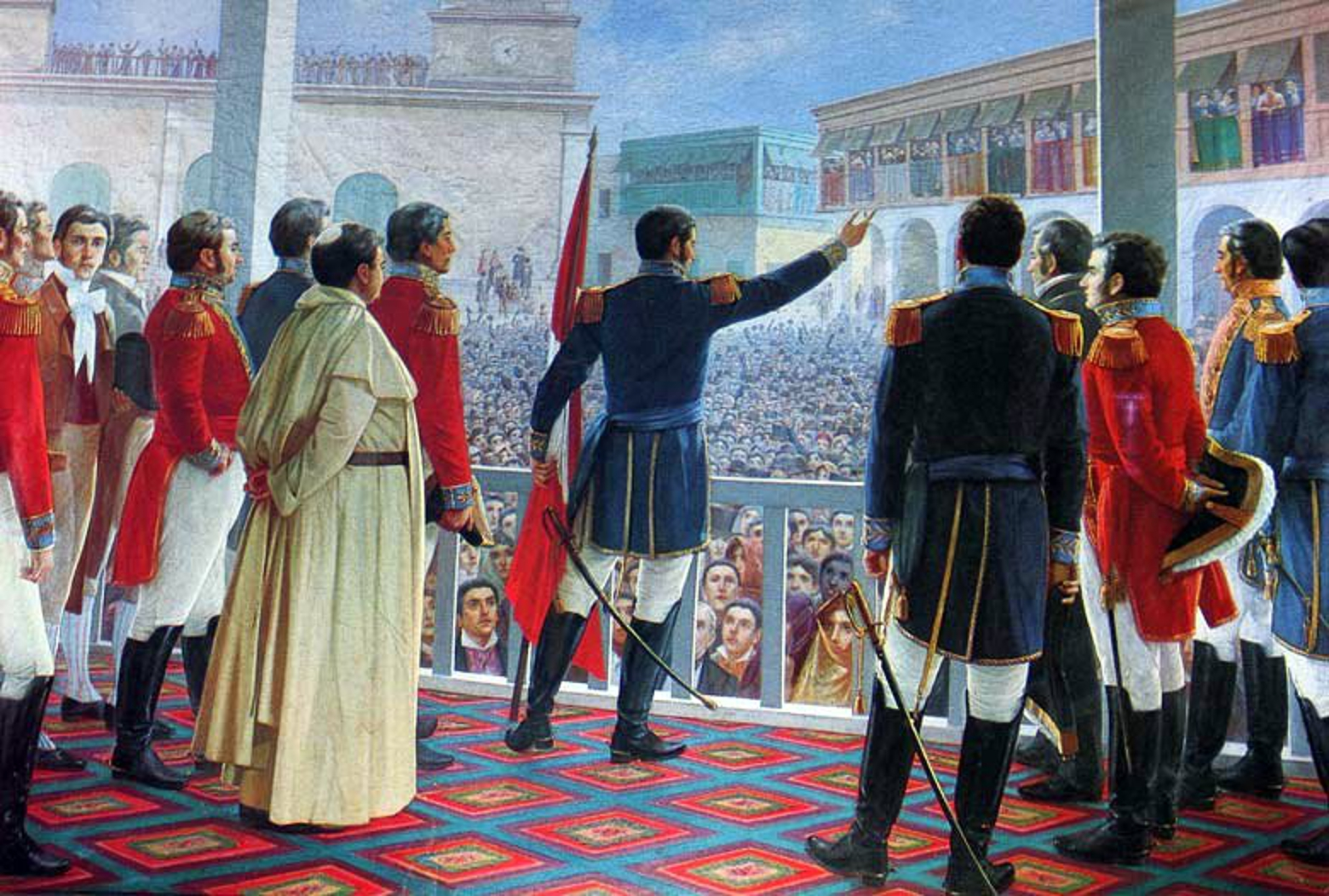
San Martín proclamando la Independencia del Perú frente a la multitud reunida en la Plaza Mayor de Lima en 1821 (de Juan Lepiani).

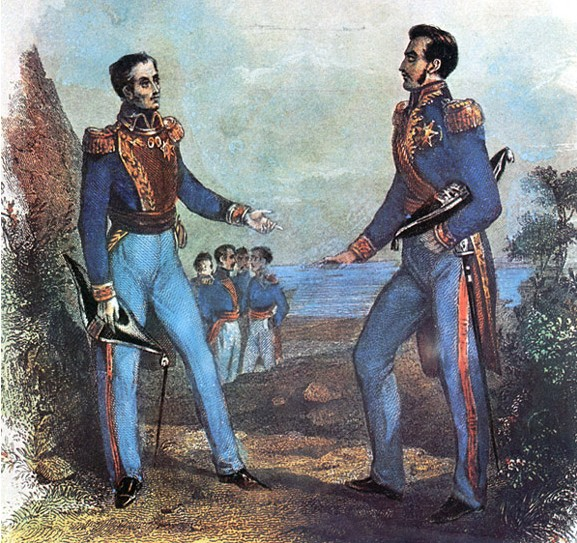
Entrevista de Guayaquil en 1822 (entre San Martín y Bolívar)

Como antecedente, el 20 de agosto de 1820 —más de dos años después del retorno del coronel Viera al Litoral argentino— el general José de San Martín partió de Valparaíso de la ya liberada Chile, con destino al Virreinato del Perú, llegando a la bahía de Paracas de la Provincia de Pisco el 8 de septiembre, después de dos semanas de navegación. Estableció su cuartel general en la villa de Pisco, desde donde llamó a los peruanos a sumarse a la causa independentista. Luego dividió sus fuerzas para avanzar hasta Chincha y Nazca, librándose en este último lugar una victoriosa batalla el 14 de octubre y jurando de esta forma la independencia el día 16 del mismo mes. La liberación de la villa de Ica fue proclamada el 20 de octubre del citado año por el general Juan Antonio Álvarez de Arenales.
El general San Martín trató de negociar la independencia de manera pacífica en las «Conferencias de Miraflores» el 25 de septiembre, entre sus representantes y el virrey Joaquín de la Pezuela, pero fracasaron, por lo cual se comunicó mediante una carta fechada el 20 de noviembre, con el brigadier limeño José Bernardo de Tagle —intendente provisorio de Trujillo, caballero de la Orden de Santiago y marqués de Torre Tagle— que había llegado el 25 de agosto de ese mismo año, invitándolo a unirse a la causa emancipadora, por lo cual adhirióse a la independencia de su gobernación el 29 de diciembre.
Meses después, San Martín ocupó Lima y reunió un cabildo abierto el 15 de julio de 1821 y el día 28, ante una multitud reunida en la Plaza de Armas de Lima, declaró la independencia y fue nombrado Protector del Perú con autoridad civil y militar, formando su ministerio con el peruano Hipólito Unanue (ministro de Hacienda), el colombiano Juan García del Río (de Relaciones Exteriores) y el argentino Bernardo de Monteagudo (de Guerra y Marina). En el mes de octubre dictó un «Estatuto Provisorio de Gobierno», en el cual se establecía la moneda nacional como signo fiduciario de libre poder económico, el reglamento básico de su sistema comercial para iniciar relaciones económicas con otros países del mundo, la libertad de vientres y la de los indígenas en cuanto a los tributos específicos.
También tomó medidas conservadoras, respetando todos los títulos de la nobleza colonial, cambiándole la denominación por la de Títulos del Perú, además de fundar la «Sociedad Patriótica de Lima», con la intención de defender la instauración de un régimen monárquico peruano del que San Martín era partidario, aunque sus integrantes eligieran el sistema republicano, entre otras medidas más. Fácticamente el Perú de entonces, quedaba dividido entre patriotas, realistas y pueblos originarios:
- Territorio patriota (en el norte y costa central): Departamentos de Lima con la villas de Huancayo y de Cerro de Pasco, el de Quijos con el pueblo de Contamana sobre el río Ucayali, el de Trujillo y el de Huaylas con la villa de Huánuco.
- Territorio realista a conquistar (en el sur y sierras del centro): Intendencias de Tarma con la Provincia de Junín, la de Huancavelica con Valle del Mantaro, la de Huamanga, la de Arequipa, la del Cuzco y la de Puno. El Alto Perú anexado al virreinato en 1810, se lo consideraba nominalmente como parte de las Provincias Unidas del Río de la Plata.
- Territorios dominados por pueblos originarios (en el este, nominalmente delimitados entre España y Portugal en 1777, aunque este último nunca devolvió Tabatinga sobre el río Amazonas): Aborígenes Ashánincas, Machiguengas, shipibos y conibos, entre otros.

Revoluciones libertadoras de Hispanoamérica y liberales de España (1808-1825).

Entre tanto hacia 1820, en el Reino de España comenzaba a gestarse el debate entre los absolutistas y los liberales, sobre si mantener en el poder absoluto al rey Fernando VII o la restauración de la Constitución Liberal, creando de esta forma una monarquía parlamentaria más moderada, la cual era muy bien apoyada por el general Rafael de Riego. Este sublevó la expedición de veinte mil soldados destinados al Río de la Plata para auxiliar a los realistas americanos, aparejando como consecuencia que cesaran las expediciones de refuerzos peninsulares y motivando que los dos grandes virreinatos —Nueva España y Perú— que hasta el momento habían contenido los avances revolucionarios hispanoamericanos, tomasen caminos opuestos.
En el Virreinato de Nueva España, los monárquicos se afianzaron luego de destruir a los revolucionarios, determinando separarse de la España Liberal mediante el pacto con el Ejército Trigarante que establecía el «Plan de Iguala» y los «Tratados de Córdoba». Por lo contrario, en el Virreinato del Perú, Joaquín de la Pezuela —virrey y marqués de Viluma— estaba desacreditado por la derrota de la expedición de Mariano Osorio en la excapitanía General de Chile y debilitado más aún, por la expedición al Perú de San Martín.
Finalmente, el virrey absolutista fue derrocado por el teniente general José de la Serna el 29 de enero de 1821, luego del ultimátum de Aznapuquio, asumiendo de esta forma el cargo de virrey vacante —fue confirmado por el Trienio liberal y después por el gobierno absolutista de Fernando VII que lo elevó en 1824 con la dignidad de Conde de los Andes— proclamando su adhesión a la Constitución liberal española. El nuevo virrey trasladó la capital virreinal al Cuzco, abandonando Lima y su población de diez mil españoles residentes, a manos de los insurgentes, si bien el Ejército Real del Perú terminó destruyendo sucesivos ejércitos independentistas.

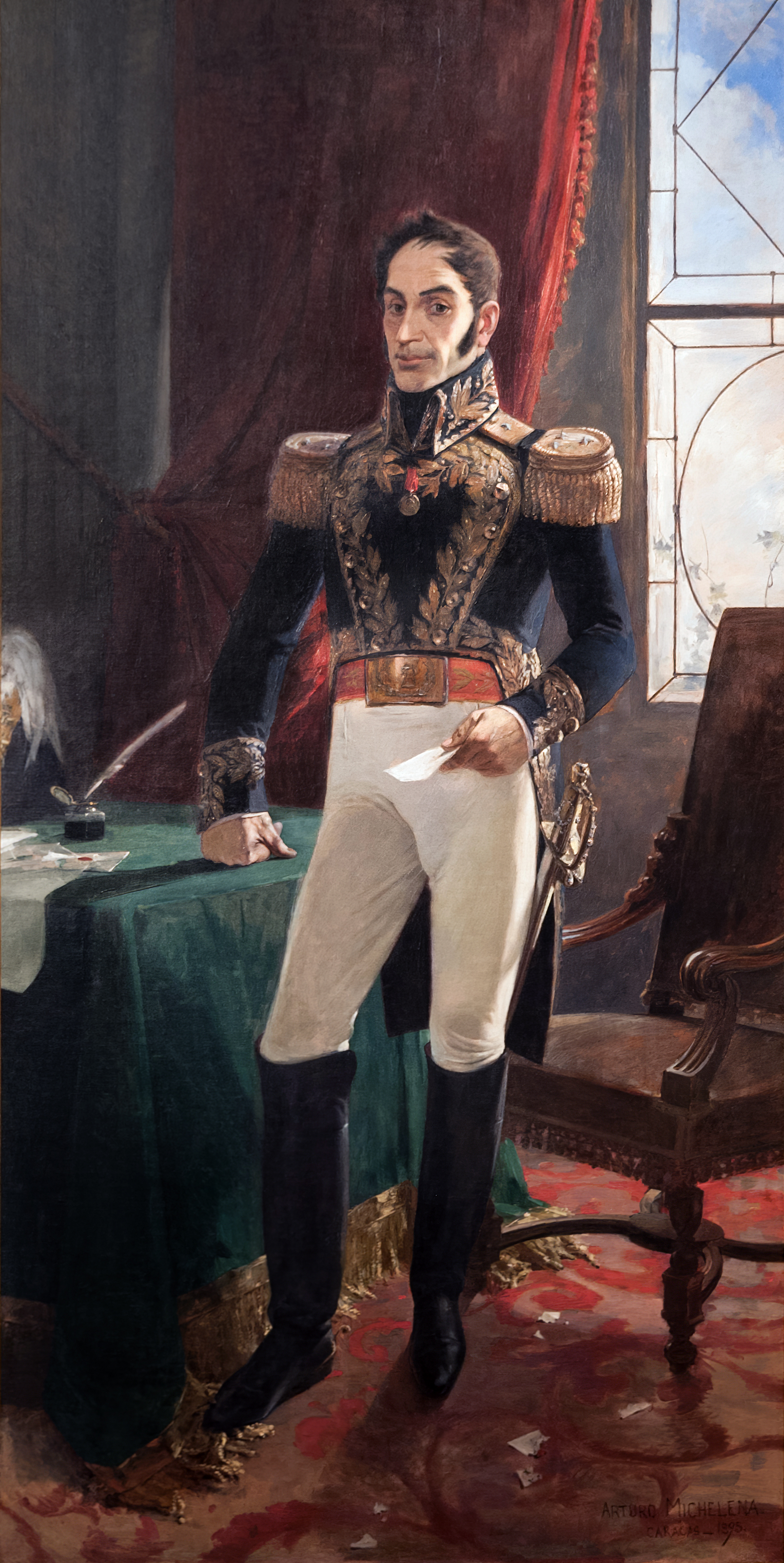
Simón Bolívar.

Retirado José de San Martín el día posterior a la «Entrevista de Guayaquil» del 26 de julio de 1822, donde cedió a Simón Bolívar la iniciativa y conclusión de la campaña, el Congreso Constituyente nombró como presidente de la Junta de Gobierno al general José de La Mar que comprometió buena parte del ejército en campañas ambiciosas que fracasaron. El gobierno de José de la Riva Agüero fue presionado por la opinión pública para que solicitara la intervención de Bolívar que se encontraba en Guayaquil vigilando los acontecimientos en el Perú, por lo cual envió seis mil hombres que ya tenía preparados en Ecuador con el general Antonio José de Sucre al mando de las fuerzas y encargado de negociar con el Perú los términos en que Gran Colombia intervendría en la guerra.
El ejército realista aniquiló la Expedición Libertadora dirigida por Rudecindo Alvarado y en 1823, al otro ejército patriota comandado por Andrés de Santa Cruz y Agustín Gamarra, recuperando los realistas Arequipa, tras batir a Sucre quien embarcó a sus hombres el 10 de octubre del mismo año, salvándose con sus tropas pero perdiendo la mejor parte de su caballería, por lo cual a fines de año, Bolívar escribía solicitando refuerzos de Colombia y preparaba activamente la que sería la campaña final contra el Ejército Real del Perú.

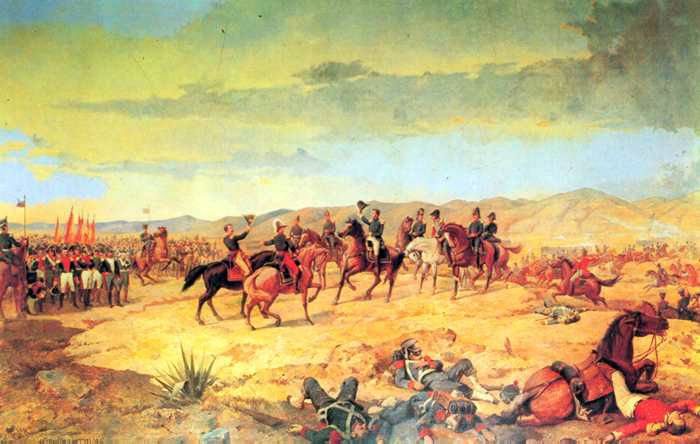
Batalla de Ayacucho (1824).

En el mismo año, o sea en 1823, el peruano Toribio de Luzuriaga —presidente provisional del Departamento de Huaylas, con los partidos de Huaraz, Huaylas, Conchucos, Huari, Cajatambo, Huamalíes y Huánuco— había renunciado a su cargo para dirigirse a Buenos Aires en busca de apoyo militar para el Perú, siendo de esta forma que el coronel de infantería Pedro José Viera, se alistara en las filas de Bolívar y Sucre, participando en las campañas peruanas y en la batalla de Ayacucho el 9 de diciembre de 1824 que terminó en una gran victoria, siendo la última batalla del proceso emancipador.

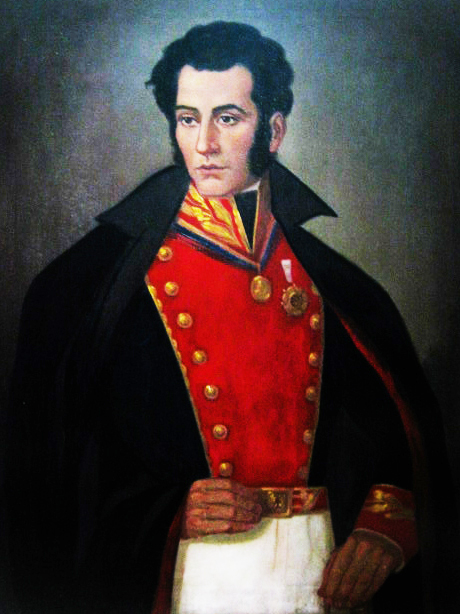
Antonio José de Sucre.

Vale aclarar que bajo las órdenes de Sucre combatió una efectiva representación de la unidad continental, con oficiales provenientes de Gran Colombia (de las actuales Venezuela, Colombia, Ecuador y Panamá), Provincias Unidas del Río de la Plata (de las actuales Argentina, Uruguay, Bolivia y Paraguay), Perú, Imperio del Brasil, Chile, Curazao, Puerto Rico, República de América Central (solo provenientes de la actual Guatemala) y México; además de otros procedentes de distintas naciones de Europa.
El 9 de febrero de 1825, el mariscal Antonio José de Sucre y el doctor Casimiro Olañeta, convocaron a todas las provincias altoperuanas para reunirse en un congreso que debía decidir el destino de la nación, tomando la decisión de la independencia absoluta del Alto Perú, no solo con relación a España, sino también con referencia a las Provincias Unidas del Río de la Plata y al Perú. Bolívar, si bien no desautorizó públicamente a Sucre, le reprochó en carta privada esta iniciativa, pues entendía que alentar en ese momento un acto de soberanía, conspiraba contra los intereses de la Gran Colombia en lo referente de la Real Audiencia de Quito que podría pretender el mismo trato que la de Charcas. Por último, el general Sucre entró en el territorio el 25 de febrero, siguiendo precisas instrucciones del libertador grancolombiano.
El Congreso General Constituyente de Buenos Aires, por decreto del 9 de mayo de 1825, declaró que aunque las cuatro provincias altoperuanas sean argentinas, quedan en plena libertad para decidir sobre su futuro, y así fue cuando el 9 de julio se declaró la completa independencia de la «República de Bolívar», nombre que se modificaría al de República de Bolivia, siendo su primer presidente Simón Bolívar aunque no lo ejerció de hecho, quedando como el segundo mandatario de dicha república, Antonio José de Sucre. Por lo pronto, Pedro José Viera, con el rango de coronel de caballería, se trasformía en edecán de Simón Bolívar hasta 1826.

## Invasión luso-brasileña, plan de Viera para Río Grande del Sur y deceso
El Reino Unido de Portugal, Brasil y Algarve que como principado-virreinato venía ocupando territorios hispanos en 1801 —Misiones Orientales, Fuerte de Santa Tecla y San Gabriel de Batoví— además de otras tierras, en 1811, ya como reino del Brasil —Melo, Fuerte de San Miguel y la zona norte de la cuchilla de Santa Ana— por lo cual, había decidido anexarse por fin la Provincia Oriental, apoyado por varios unitarios de Buenos Aires que tenían por objetivo hacer desaperecer de la escena política al federal José Gervasio de Artigas, y cuya operación de conquista comenzaría el 28 de agosto de 1816, cuando la vanguardia del ejército de Carlos Federico Lecor, al mando del mariscal Pintos de Araujo Correa, invadía la fortaleza de Santa Teresa, ubicada en la costa atlántica de la provincia rioplatense.
Otras fuerzas en el citado año se acantonaron en el río Cuareim, por el norte, quedando atrás la frontera del río Ibicuí. El 4 de enero de 1817 Lecor ocupó la ciudad de Maldonado, haciendo contacto con la escuadra portuguesa del conde de Viana, João Manuel de Menezes, acordando las operaciones para la toma de Montevideo y estableciendo su cuartel general de operaciones en cerro Pan de Azúcar. Luego de lo acontecido, Silveira logró forzar el sitio impuesto por Juan Antonio Lavalleja. Lecor pudo controlar las costas y el territorio oriental al sur del río Negro en septiembre del citado año. Al mismo tiempo, unas tropas luso-brasileñas iban dominando el norte de la provincia hasta el río Arapey. En el año 1819 ya ocupaba todo el territorio meridional del río Negro, al igual que la orilla oriental del río Uruguay. Finalmente terminaron por dominar la cuenca del Tacuarembó y el territorio residual artiguista charrúa del centro del país, en 1820.
Tras el hecho consumado de la invasión, se buscó luego la incorporación «de derecho», la que se obtuvo el 18 de julio de 1821 en el Congreso Cisplatino, entre los que se encontraba Fructuoso Rivera, un oriental favorable a las tropas de ocupación.
Cuando se proclamó la independencia brasileña para constituirse en Imperio del Brasil, Rivera y Lavalleja estuvieron junto y a favor de Lecor, firmando el acta de aclamación y reconocimiento del emperador Pedro I de Brasil, el 17 de octubre de 1822.
El 15 de septiembre de 1823, Valentín Gómez, el enviado del presidente argentino Bernardino Rivadavia, entregó en Río de Janeiro un memorándum en donde se sostenía que en ningún momento la Provincia Oriental había dejado de pertenecer al territorio de las Provincias Unidas del Río de la Plata.

Reino Unido de Portugal, Brasil y Algarve, y luego Imperio del Brasil, ocupando la Provincia Oriental o Cisplatina, lindando al norte con Río Grande del Sur.

El 19 de abril de 1825, Lavalleja y sus hombres conocidos como los Treinta y Tres Orientales desembarcaron, provenientes de Argentina, en la Playa de la Agraciada. Se emprendieron operaciones ofensivas, logrando el 24 de abril entrar en Santo Domingo de Soriano y seguir luego en busca de Rivera, al cual se le encontró en el paraje llamado Monzón el día 29 de abril. Tras corta entrevista de los antiguos compañeros y amigos, Rivera quedó incorporado a las fuerzas patriotas, con los soldados a sus órdenes.
Prosiguiendo las operaciones, las villas de San José y Canelones cayeron en poder de los patriotas y, el 14 de junio, fue establecido en Florida un Gobierno Provisorio bajo la presidencia de Manuel Calleros. Allí, el 25 de agosto de 1825, la Sala de Representantes proclamó la independencia de la provincia y de inmediato declaró su unión a las demás del Río de la Plata. Rivera batió a sus adversarios en Rincón de Haedo el 24 de septiembre y el 12 de octubre Lavalleja obtenía su triunfo en Sarandí. En el Congreso de la Florida el 25 de agosto del mismo año, se restableció por parte de los patriotas el nombre original de Provincia Oriental.
De esta forma, dio comienzo la Guerra del Brasil en ese año, siendo el primer combate de alguna envergadura, el de Las Vacas del 25 de junio, con una victoria oriental sobre las tropas de desembarco brasileñas, seguido por el combate de Arroyo Grande, en el que salió triunfante la caballería de Rivera sobre una avanzada enemiga. El 14 de agosto hubo un choque en Fraile Muerto, cerca del extremo oriental de la provincia, que resultó una victoria de Oribe sobre Bento Manuel Ribeiro. El 18 de agosto, las fuerzas independentistas sitiaron la ciudad de Colonia. Otros combates se produjeron entre fines de agosto y principios de septiembre, como en San Francisco, Mercedes y las Puntas del Águila.
Curiosamente, estando el coronel Pedro José Viera en el Perú que luego del triunfo de la batalla de Ayacucho pasó a ser el edecán de Simón Bolívar, ofreció sus servicios al Imperio en 1826, en vez de luchar a favor de las Provincias Unidas, muy probablemente por tener un plan con respecto a su tierra natal que años después saldría a la luz por los hechos que acontecerían. Tras obtener la separación del ejército de Bolívar, regresó a Buenos Aires, en donde zarpó con un buque inglés rumbo a Río de Janeiro para presentarse ante el emperador Pedro I de Brasil. Este una vez que entrevistó a Viera, le reconoció el grado y lo destinó a Río Grande del Sur, nombrándolo jefe del ejército brasileño. Luego partió en otro buque rumbo al sur. Arribó a la ciudad de Río Grande para incorporarse inmediatamente al ejército pero poco antes de librarse la batalla más importante de la guerra, se retiró, por causas sospechosamente desconocidas.
Fue refrendado fácticamente cuando el frente terrestre del ejército combinado de ocho mil soldados, provenientes de todas las otras Provincias Unidas y de la Banda Oriental, venció a las fuerzas brasileñas en la batalla de Ituzaingó, el 20 de febrero de 1827, considerada la principal de la Guerra del Brasil.
Los problemas económicos provocados por el bloqueo de la Armada de Brasil al puerto de Buenos Aires y el problema que acarreaba que Colonia del Sacramento y Montevideo estuvieran bajo el control de Brasil durante todo el conflicto, obligaron el acuerdo de paz. Manuel José García firmó un tratado que luego sería conocido como el «tratado deshonroso», ya que reconocía la soberanía del Imperio sobre la Provincia Oriental y se comprometía a pagarle a Brasil una indemnización de guerra. El presidente Bernardino Rivadavia rechazó el convenio y posteriormente presentaría su renuncia.
El conflicto continuó hasta el 28 de agosto de 1828, cuando durante el gobierno de Manuel Dorrego se llegó a una «Convención Preliminar de Paz» en Río de Janeiro, en la que participaron Argentina, Gran Bretaña y el país anfitrión, en donde se disponía la independencia de la Provincia Oriental y el cese de las hostilidades, quedando definitivamente sellada el 4 de octubre del mismo año, cuando se canjearon las ratificaciones del tratado por parte de las naciones firmantes en Montevideo.
De esta manera se formó el «Gobierno y Capitanía General Provisorio» cuyo primer gobernador sería el legislador Luis Eduardo Pérez quien fuera sucedido el 1.º de diciembre por Joaquín Suárez, el cual solo estuvo en el cargo hasta el día 22 del corriente, fecha que asumiría el argentino José Rondeau, dando origen así al nuevo Estado Oriental del Uruguay por la primera Constitución promulgada el 28 de junio de 1830 y jurada por su pueblo el 18 de julio del mismo año que elegiría como su primer presidente constitucional a José Fructuoso Rivera y Toscana pero fuera suplantado interinamente por Luis Pérez hasta su asunción el 6 de noviembre.

### Participación en la Revolución Farroupilha

Coronel Bento Gonçalves da Silva.

En el sur del Imperio del Brasil en 1834, el comandante militar de la provincia de Río Grande del Sur, el coronel Bento Gonçalves da Silva con quien militaba Pedro José Viera, fue denunciado asertadamente como rebelde y acusado de mantener negociaciones secretas con el caudillo uruguayo Juan Antonio Lavalleja a quien había conocido a través del sacerdote Caldas, para lograr la independencia de su provincia, y por lo cual fue llamado a la Corte Imperial en Río de Janeiro. Luego de su entrevista con el ministro de guerra, fue erradamente absuelto y recibido triunfalmente a su regreso a Porto Alegre, la capital riograndense.

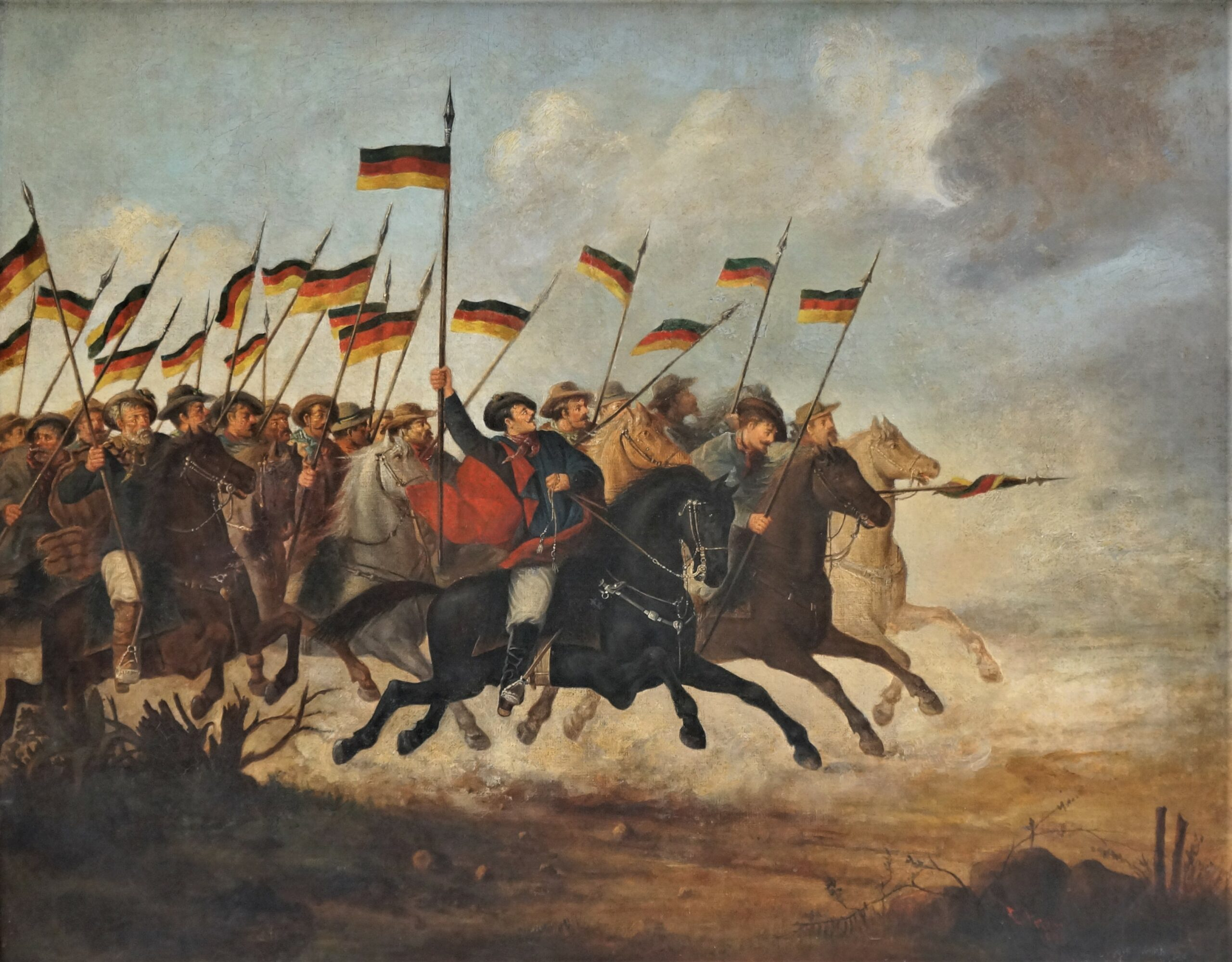
Revolución Farroupilha (por Guilherme Litran, 1893).

El padre Caldas que era un conocido revolucionario brasileño pernambucano que habiendo luchado por la separación de su provincia natal en 1825, conformando la frustrada Confederación del Ecuador en contra del absolutismo imperial, se había instalado en tierras cisplatinas profesando sus ideas liberales y fue allí en donde conoció a Gonçalves da Silva, en Cerro Largo de la Banda Oriental del Río Uruguay que volvía a formar parte de las Provincias Unidas del Río de la Plata, aunque produciéndose una guerra por ello.
Bento estuvo establecido en Cerro Largo como comerciante desde 1812, luego de la primera campaña cisplatina que comenzara en 1811, y se había casado con una lugareña en 1814. Pasó a formar parte en la segunda campaña de 1816 a 1821 y en la Guerra del Brasil desde el 25 de octubre de 1825, lo que terminó elevándole al rango de coronel en 1828 y a quien le confiaron el mando del 4.º Regimiento de Caballería de la frontera meridional del imperio brasileño. En 1832 Caldas le presentó a Lavalleja y este lo contactaría con el gobernador federal de Buenos Aires. A principios de 1835, Gonçalves da Silva le confirió al coronel Pedro José Viera el mando de las policías de campaña.

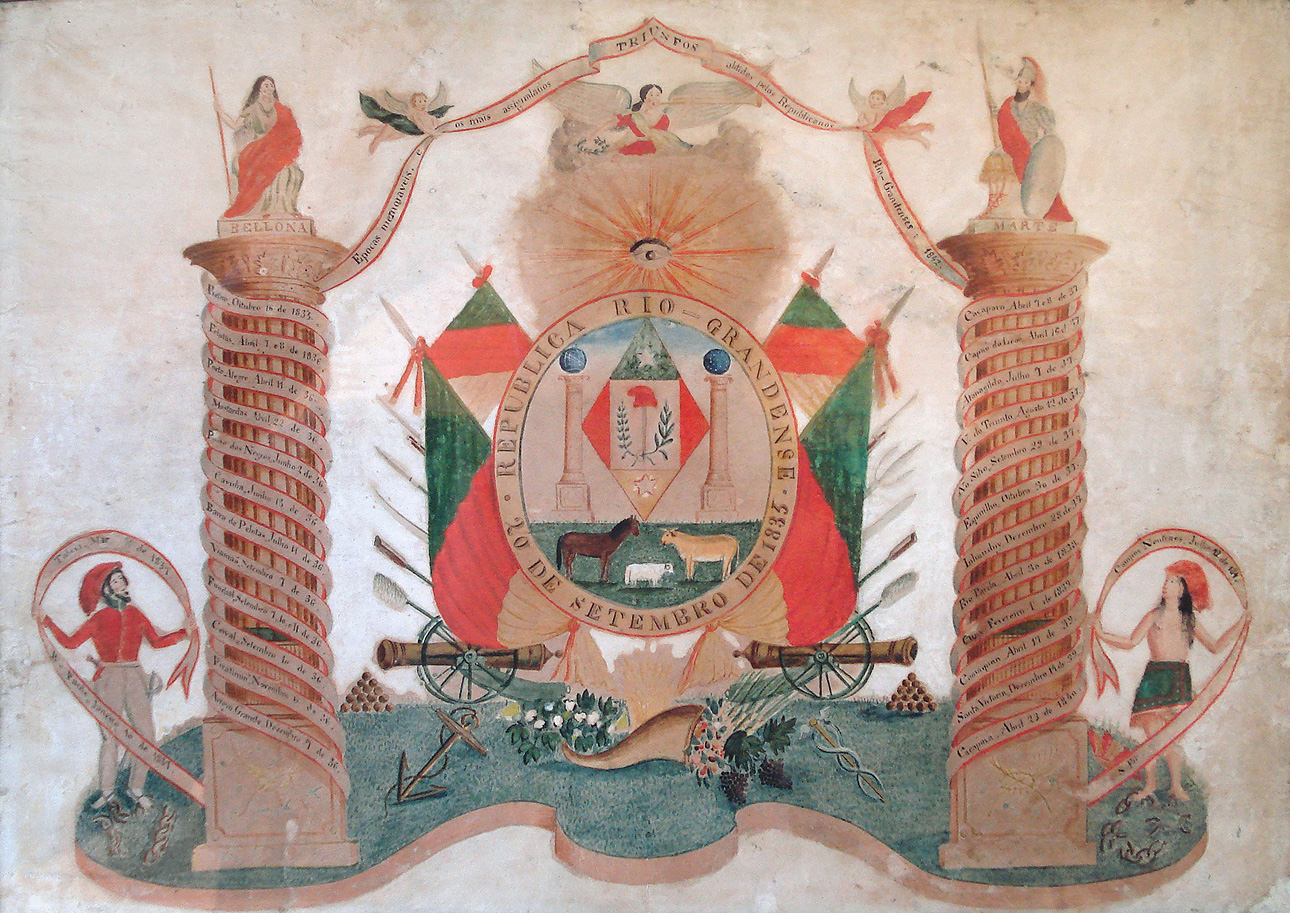
Escudo de la República Riograndense (1835-1845).

Los conservadores, en tanto, consiguieron la destitución como comandante militar de la provincia, produciendo el puntapié que dio comienzo a la Revolución Farroupilha que se inició el 20 de septiembre de 1835 y que se extendería por diez años. En sus orígenes, el verdadero objetivo no solo era separarse del imperio sino unirlo, a modo de una federación, con el resto de las provincias del Plata, gracias a la influencia que había dejado el brigadier general Juan Manuel de Rosas en su primer gobierno bonaerense.
Pedro José Viera viendo que era posible derrotar al imperio y liberar a su tierra del absolutismo reinante, participó con el grado de coronel junto a su hermano —el coronel Félix Viera— en dicha revolución que proclamó unilateralmente la independencia de la República Riograndense, bajo las órdenes del general Domingo Crescêncio de Carvalho.
Bento Gonçalves da Silva fue apresado en la batalla de la isla de Fanfa el 4 de octubre de 1836 y nuevamente enviado y encarcelado en Río de Janeiro, en el «Forte da Laje». Posteriormente fue transferido a Salvador de Bahía donde quedó preso en el «Forte do Mar».
La separación de la República Riograndense se hizo efectiva el 11 de septiembre del citado año, luego del triunfo del coronel Antônio de Sousa Neto sobre las tropas imperiales, en una zona cercana al pueblo de Bagé. Bento Gonçalves da Silva fue nombrado presidente de la república neoformada el 6 de noviembre, instalándose en la villa de Piratiní el Congreso Nacional, aunque recién consiguiera escapar de la prisión bahiana el 10 de septiembre de 1837, llegando a Porto Alegre para aceptar el cargo y continuar con la emancipación.
El general imperialista bahiano Bento Manuel Ribeiro —ya que Rosas y Manuel Oribe apoyaran a los farrapos— acogió a los generales exiliados Juan Galo Lavalle, Fructuoso Rivera y unos 300 hombres que habían sido derrotados por las fuerzas de Lavalleja y Oribe en la batalla de Carpintería, el 19 de septiembre de 1836. En enero del año siguiente, empezaron a organizarse para apoderarse de Montevideo y Buenos Aires, comenzando los preparativos en febrero pero en marzo ocurrió lo inesperado, cuando Ribeiro influenciado por las logias, se pasó de bando, llevándose consigo a sus protegidos y haciéndoles jurar a todos fidelidad a la nueva república independiente. Lo mismo le ocurriría a Da Silva que influenciado por el conde italiano Tito Livio Zambeccari, haría que las logias se adueñaran de la revolución y provocaría el consiguiente alejamiento de Rosas con respecto de los farrapos. Las logias consignaron un plan que entusiasmaría a los riograndenses produciendo disensiones al principio, aunque luego se unificarían, por desplazar o asesinar a los que estuviesen en contra.

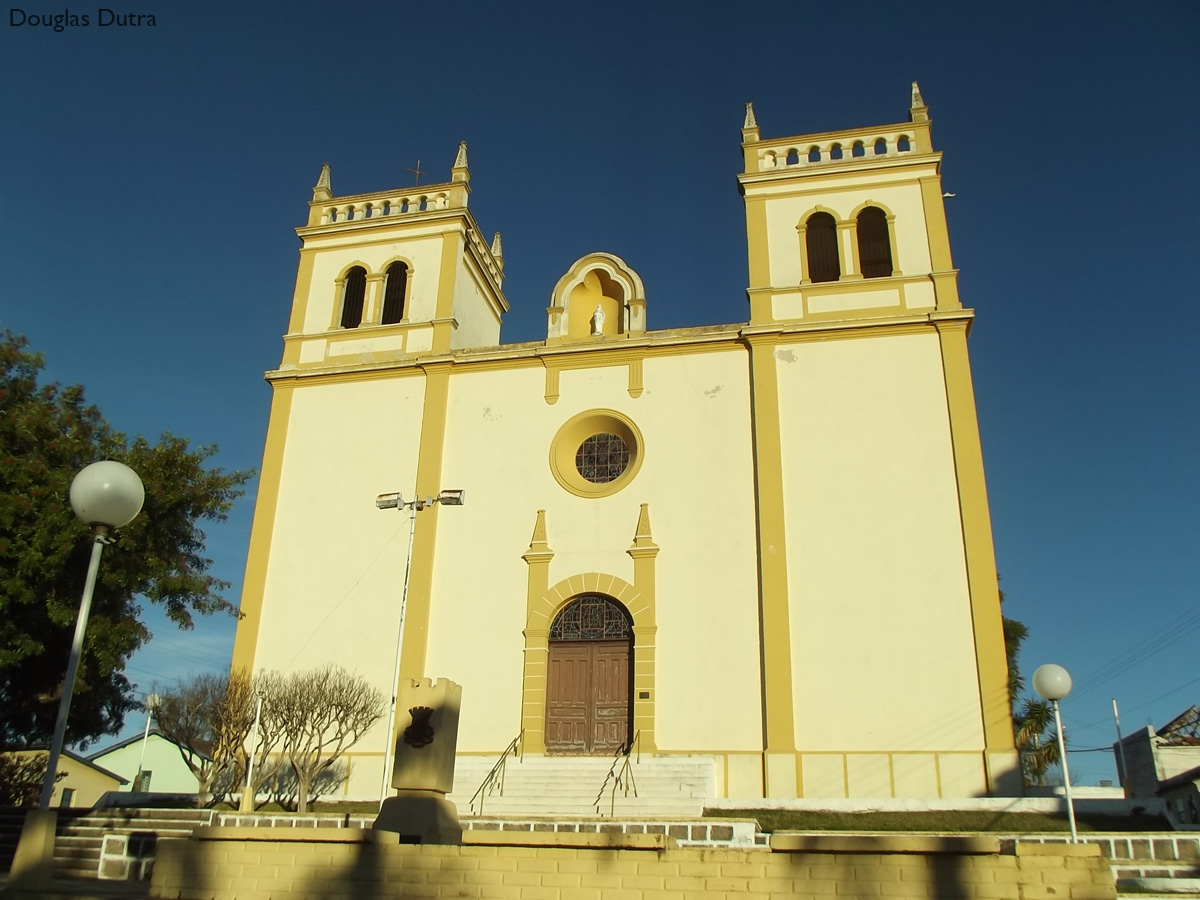
Iglesia Nuestra Señora de la Concepción de Piratiní (actualmente reconstruida), en donde repentinamente falleció Pedro José Viera.

El nuevo logístico plan era conformar la «Federación del Uruguay» que englobaría a Río Grande del Sur, Santa Catarina, Uruguay, Entre Ríos, Corrientes con Misiones, Santa Fe y Paraguay.
El 24 de julio de 1839, la República Riograndense formó una confederación conjunta con la República Juliana, la cual fuera proclamada por Giuseppe Garibaldi y David Canabarro, en Santa Catarina pero sin contar con la isla homónima, y cuya capital sería la ciudad de Laguna. Pero esta fallida confederación perduraría hasta el 15 de noviembre del mismo año ya que fuera recuperada por el Brasil.

### Fallecimiento
El coronel Pedro José Viera que estaba radicado con su tercera esposa María Sinforosa en Bagé o Valles de Río Grande, cuando fueron a la iglesia matriz Nossa Senhora da Conceição de la ciudad riograndense de Piratiní fallecería allí repentinamente el día 15 de junio de 1844, sin ver cumplido su sueño de conformar una gran nación rioplatense de la que formaría parte su tierra natal.

## Fin de la República Riograndense y sus consecuencias
La República Riograndense fue disuelta el 1 de marzo de 1845, por el Tratado de Poncho Verde, que mantuvo en vigor algunas leyes derivadas de la constitución riograndense, además de indultar a los insurrectos.
Tuvo ante todo cinco capitales durante sus nueve años de existencia, siendo estas oficialmente tres: Piratini, Caçapava do Sul y Alegrete, además de Bagé (solo por dos semanas) y São Borja. Da Silva retornaría a su estancia dedicándose a las actividades rurales sin interesarse más por la política, muriendo el 18 de julio de 1847.

## Matrimonios y descendencia
El luso-brasileño y patriota latinoamericano Pedro José Viera se unió tres veces en matrimonio:
- 1.º En primeras nupcias el 2 de mayo[1] de 1809,[1] con treinta años de edad[1][2] y en la villa oriental de Santo Domingo de Soriano del Virreinato del Río de la Plata, con Juana Chacón Álvarez[1][2][18] (Soriano, gobernación de Montevideo de la superintendencia de Buenos Aires,  6 de octubre de 1791 - ib., provincia Cisplatina del Imperio del Brasil, ca. 1823),[17] una hija del hidalgo[19] vasco-español José Chacón Montiel[19][20] (Mendoza de Álava, España, 1733 - Soriano, 31 de julio de 1807), que fuera un hacendado propietario de una estancia sobre el arroyo Bizcocho hacia 1783,[19] y de su esposa María Magdalena Álvarez Orrego[21] (Soriano, 1760 - ib., 1825), ambos casados desde 1774. Pedro Viera con su esposa Juana Chacón tuvieron al menos dos hijos:

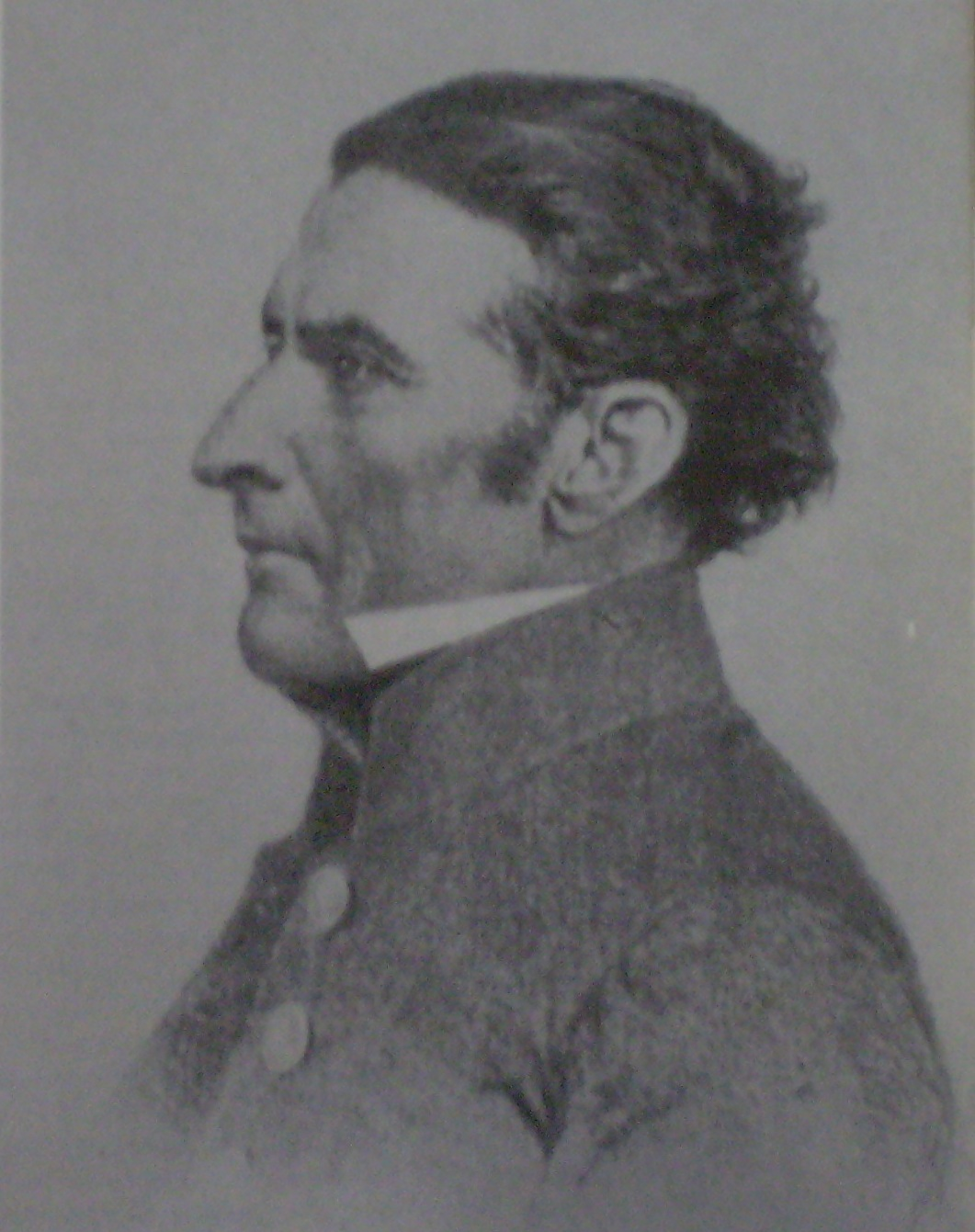
General José Gervasio Artigas (por Juan Manuel Blanes).

- Celedonio Viera Chacón (Soriano, 3 de marzo de 1810 - f. ca. 1859) que tardíamente se unió en matrimonio en la parroquia de Mercedes en el año 1850, con Tomasa Lacarra Artigas (Corrientes,  21 de diciembre de 1833 - Mercedes de Soriano, 14 de diciembre de 1894), una hija de la entonces muy joven Matilde Artigas Collazo (n. Mercedes de Soriano, 1819) y de José Lacarra que era hijo del coronel unitario Martín Lacarra, y nieta del general federal José Gervasio de Artigas —con quien Pedro José Viera jornaleaba en su juventud— y de Juliana Collazo (n. Mercedes de Soriano, 1786), viuda de N. Salinas entre 1846 y 1847. Celedonio Viera Chacón y su esposa Tomasa también tuvieron por lo menos dos hijos:

1. Dionisio Viera Lacarra (Mercedes de Soriano, 1855 - ib., después de 1923) que se uniría en matrimonio el 2 de septiembre de 1880 con Juana Crespo Aguinaga (n. ib., ca. 1864), y quien posteriormente actuara como comandante de la División Soriano en la Revolución de 1904 del general Aparicio Saravia, al mando del coronel Carmelo Cabrera, en donde saldría herido el 24 de julio en la batalla de Tupambaé, pero al perder su bando y ser amnistiado se convertiría en presidente de la Comisión Departamental de Instrucción Primaria en el año 1909 y posteriormente fue elegido concejal del departamento de Soriano por el Partido Nacional, desde 1920 hasta 1923.
2. Matilde Viera Lacarra (n. ca.  1857) que se enlazaría con Santiago Avelino González Osores para concebir siete hijos: Avelino, Arturo, Dalmiro, María Angélica, Leonor, Jorge y Manuel González Viera.

- Antonio Viera Chacón (n. ca. 1822 - Mercedes de Soriano, ca. 1912).

- 2.º En segundas nupcias hacia 1825 —luego de la batalla de Ayacucho del 9 de diciembre de 1824— se casó con una peruana adinerada, teniendo varios hijos con ella y, cuando por un plan secreto en 1826 ofreció sus servicios al Imperio del Brasil, se llevó a su familia a Buenos Aires —excepto a sus dos hijos de su primer matrimonio que siempre residirían en Mercedes de Soriano— para luego embarcarse a Río de Janeiro. Después de entrevistarse con el emperador Pedro I de Brasil, la familia del coronel Viera se adelantó en un barco que se dirigía a Río Grande del Sur pero naufragó en las costas de la isla Santa Catarina, falleciendo todos sus pasajeros a finales del citado año. Viera al arribar al poco tiempo en otra embarcación, se enteraría de la terrible noticia.[17]
- 3.º En terceras nupcias después de marzo de 1827, al retirarse del ejército brasileño —antes de la gran batalla de Ituzaingó del 20 de febrero de 1828— con una mujer oriunda de Río Grande de nombre no documentado y quien no le dejara sucesores.[17]

## Viera y la danza del Pericón

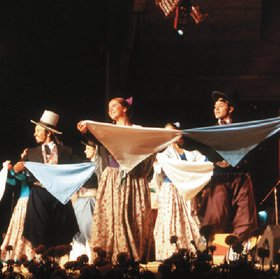
Danza del Pericón.

Pedro José Viera se distinguió por su espíritu llano, liberal, de bondad y justicia. Además por su carácter activo e inteligente, siendo buen conversador y «zapateador» en las fiestas campesinas, le apodaron «Perico, el Bailarín».
El Pericón, que es una danza folclórica de la República Oriental del Uruguay y de la República Argentina, siendo ambas parte de una única nación en ese entonces (las Provincias Unidas del Río de la Plata), y llegando a Chile durante la campaña de los Andes —también fue llevado al sur de Brasil cuando Viera decidió luchar por su tierra natal— y estuvo allí Viera con San Martín, dirigiendo la fiesta y la danza, bailando como nadie, siendo él mismo quien introdujo improvisadamente la coreografía con pañuelos azul-celestes y blancos, los colores nacionales argentinos (y de la actual República Oriental del Uruguay), los cuales hoy son parte integrante de la danza.

## Homenajes
Una calle de la ciudad de Montevideo lleva su nombre.